# Szatmárnémeti
Szatmárnémeti, köznapi nevén Szatmár (románul: Satu Mare, román népnyelvben Sătmar, németül: Sathmar, héberül és jiddisül סאטמאר [Szákmer illetve Szátmer]) város Romániában, a Partiumban. Az egykori Szatmár vármegye és a mai Szatmár megye névadója, 1968 óta székhelye. A Szamos egyik kiszáradt ága által elválasztott Szatmár és Németi 1715-ben egyesült és szabad királyi város lett.

## Fekvése
Az Alföld északkeleti szélén, a Szatmári-síkságon, a Szamos két partján, Románia legészaknyugatibb megyeközpontjaként, Nagyváradtól 135 km-re északkeletre fekszik. A legközelebbi település Magyarország mai területéről Csengersima (Szabolcs-Szatmár-Bereg megye) 14 km-re.

## Nevének eredete
A Szatmár helynév személynévből keletkezett magyar névadással. Az alapjául szolgáló személynévben valószínűleg a sat- tő rejtőzik, minek jelentése „elad, kereskedik”. (Vesd össze: szatócs, Szatymaz.) A Németi helynév német telepesek lakóhelyére utal.
Anonymus szerint a Salzmarkt-ból (sópiacból) eredhetett neve, ezt tanusítja a több évszázadból ránk maradt adat, miszerint Désről a Szamoson tutajon szállították a sót. Román neve a magyarból való, hagyományosan Sătmar, majd 1925-ben románosították a satu[l] mare (= nagy falu) szóösszetételre. Ma a város nevét hivatalosan és a román köznyelvben is leginkább Satu Mareként említik, de a hagyományos Sătmar megnevezés tovább él a népnyelvben, illetve a város nevének toldalékolt változataiban (pl. szatmári = sătmărean).

## Története

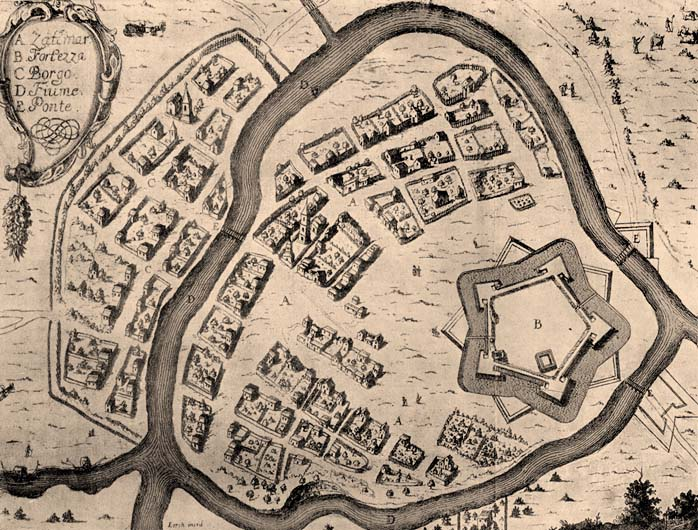
Szatmárnémeti régi képe egy metszeten

Szatmárt már Anonymus is említette elbeszélésében, mely szerint a honfoglaláskor Szabolcs és Tas vezérek Szatmár várához érve azt három napi ostrom után győzedelmesen bevették.
1150-ben Zothmar néven említik először. 1000 körül Gizella királyné királyi vadászokat telepített a környékre, akik megalapították „Németi” települést.
1162–1172 körül III. István király a vám- és más jövedelmeit a Szentjobbi apátságnak adta.
Árpád-kori várát a tatárok 1241-ben lerombolták.
Szatmár és Németi a szatmári várral együtt a tatárjárás után nem sokkal újjáépült és virágzásnak indult.
1247-ben István ifjabb király itt alakította ki székhelyét, az évben már itt adta ki oklevelét például Panyola község felosztásáról.
1264-ben V. István magyar király a szatmári vendégnépeknek a (székes)fehérváriakéhoz hasonló kiváltságokat adott a bíróválasztásra és a bíráskodásra, a bor- és a posztóárusításra, a papválasztásra vonatkozóan.
1291-ben III. András király, majd 1310-ben Károly Róbert király is megerősítette a szatmári polgárok még V. Istvántól kapott szabadságlevelét, mely szerint a fehérvári polgárokéhoz hasonló kiváltságokat élveztek a szatmáriak is.
1543-ban I. Ferdinánd király Szatmárt és Németit a három Somlyai Báthory testvérnek; Andrásnak, Kristófnak és Istvánnak adományozta „örök birtokul”.
A Báthoryak a Szamos-folyó vizének Szatmár fölött új medret ásattak, mely az egész várost mint szigetet vette körül. A város mellett, a szigeten belül pedig hatalmas földvárat építettek. A vár sáncait hatalmas szálfák és vesszőfonatok tartották össze, és bástyái is földdel voltak megtömve. A váron kívül mély árok húzódott, amely a Szamosból nyerte a vizet. Hogy a várat ne lehessen egykönnyen megközelíteni, a várárok jegét télen is állandóan vágták.
A várost palánk (magas deszkakerítés) vette körül, kívülről megtapasztva, hogy a tűznek ellenálljon. Ez a kezdetlegesnek tűnő erődítési mód azonban biztonságot nyújtott az olyan ostromló seregek ellen, mint a felkelő csapatok vagy a portyázó törökök, melyeknek nem voltak ágyúi.

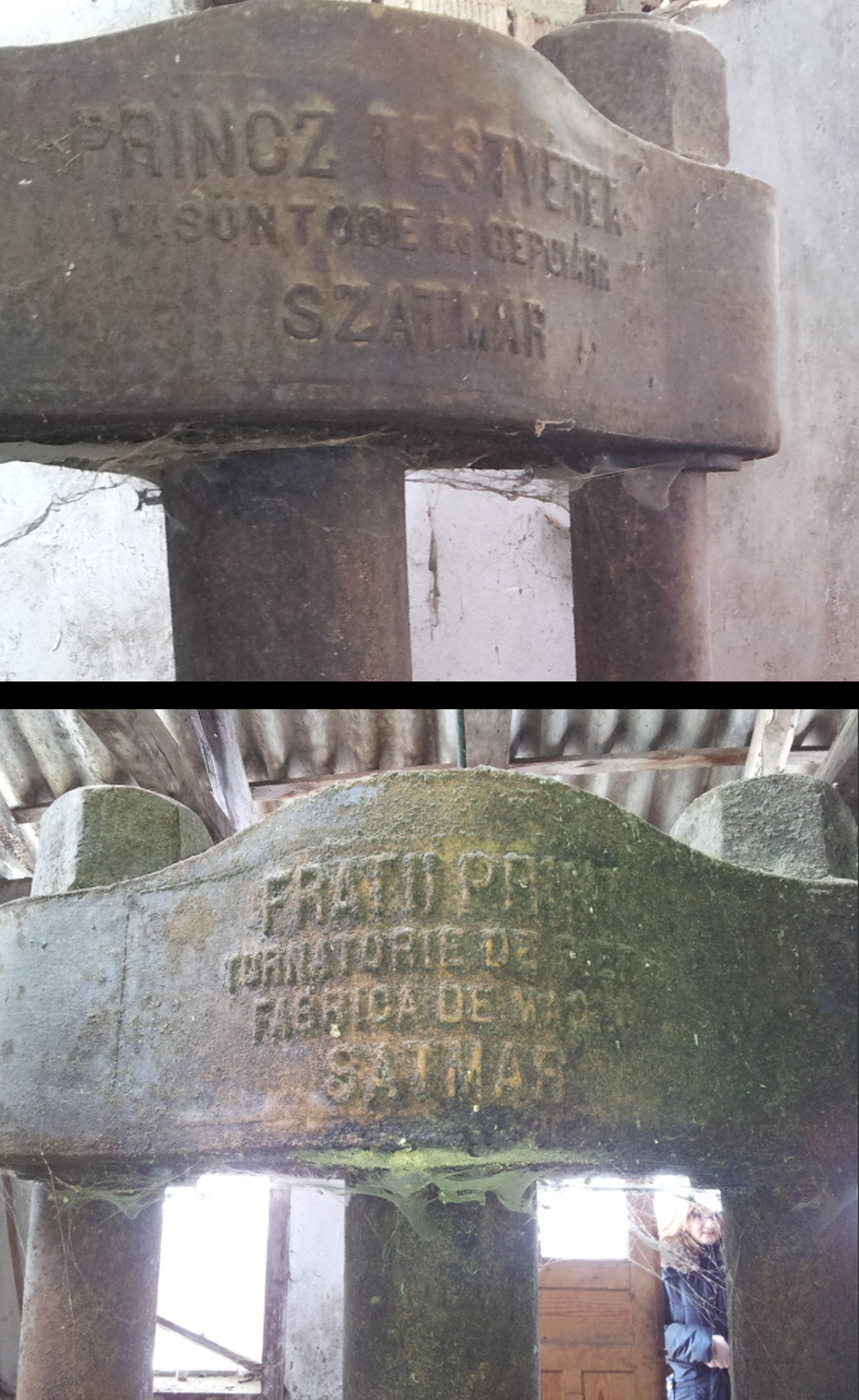
Szatmárnémeti eredeti román neve (ami a magyarból lett átírva) egy olajprésen, amit a Princz-testvérek vasöntöde és gépgyár készített

1411-ben Zsigmond király Brankovics György szerb despotának adta cserébe Nándorfehérvárért Szatmár és Németi városokat is vámjával és tartozékaival együtt.
1460-ban Szatmár ismét királyi birtok volt, Mátyás király halála után fiáé, Corvin Jánosé, majd Szapolyai Imre birtoka lett. Később János Zsigmond foglalta el, majd a lengyelek égették fel. 1661-ben a törökök pusztították el, 1676-ban I. Apafi Mihály sikertelenül ostromolta, végül a 18. században lerombolták a várat, nyoma sem maradt.
1711. április 30-án itt, a Vécsey-házban írták alá a Rákóczi-szabadságharcot lezáró szatmári békét. 1802-ben az erdélyi egyházmegyéből hasították ki a szatmári egyházmegyét, melynek székhelye lett. 1910-ben 34 892 lakosából 33 094 magyar, 986 román és 629 német volt. Ugyanekkor számba vették a lakosság felekezeti összetételét is: a polgárok között 13 418 református, 7194 izraelita, 6998 római katolikus, 6977 görögkatolikus, 236 ágostai evangélikus, 55 görögkeleti (ortodox) és 9 unitárius volt.

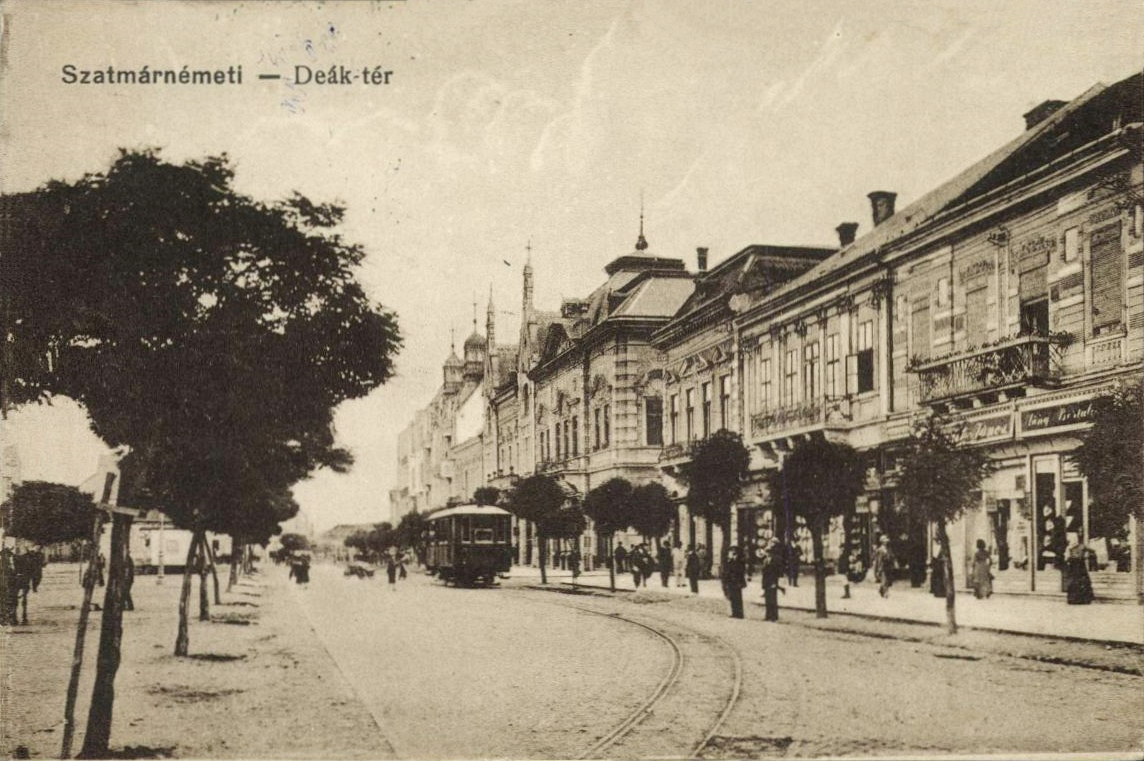
A Deák (ma Libertății) tér 1917 körül

1970. május 14-én a Szamos áttörte a töltést és hatalmas árvíz pusztított a városban. Ezt dokumentálja az Epopee pe Someș című könyv.
1987. január 15-én az Unio bányagépgyártó üzem mozdonyszerelő részlegének épülete összedőlt a tetőn felgyűlt hó súlyától. Sokan meghaltak. Az esetet az újságok nem írhatták meg, és a szemtanúkat figyelmeztette a Securitate, hogy a titoktartás állampolgári kötelességük.
1989. március 11-én a 15 éves Pécsi Norbert Artúr a határ közelében kerékpározott, amikor egy román határőr agyonlőtte.

## Népesség
1992-ben társközségével együtt 131 987 lakosából 72 708 román, 54 013 (40,92%) magyar, 3684 német és 1126 cigány volt.
A vallási megoszlás pedig: 58 398 fő görögkeleti (román) ortodox, 27 706 református, 27 178 római katolikus, 13 570 görögkatolikus, 89 unitárius, 73 ágostai evangélikus, 58 izraelita, 1408 pünkösdista, 557 baptista, 215 adventista, 91 ateista, 289 vallás nélküli volt, 184 fő pedig nem nyilatkozott.
2002-ben 115 142 lakosából 66 746 fő (58,0%) román, 47 209 (41,0%) magyar, 618 (0,5%) német, 265 (0,2%) cigány anyanyelvű.
2011-ben 102 411 lakosából 55 311 fő (54,0%) román, 37 611 (36,7%) magyar, 244 (0,2%) cigány, 286 (0,2%) német, 220 (0,2%) egyéb. 8739 fő (8,5%) nem nyilatkozott hovatartozásáról. Ez utóbbi tényező miatt a magyarság valós számaránya 39-40%-ra tehető.

## Politika
2008–2012 között Szatmárnémetiben az országosan is a legjelentősebbnek számító négy parlamenti párt jelentette a város legfontosabb politikai tényezőit, az országostól azonban eltérő volt ezek helyi jelentősége. Akárcsak a megye egészében, a városban is a Romániai Magyar Demokrata Szövetség (RMDSZ) volt a legjelentősebb politikai erő. Ők adták a város polgármesterén (Ilyés Gyula) kívül az egyik alpolgármestert is (Kereskényi Gábor), megyei szinten pedig a tanácselnököt (Csehi Árpád). Szatmárnémeti városi (helyi) tanácsában relatív többséggel rendelkeztek, a megyei tanácsban pedig abszolút többséget értek el.
Az RMDSZ-nek helyi szinten a Nemzeti Liberális Párt (PNL) (korábbi parlamenti koalíciós partnere) képezte legfőbb politikai szövetségesét. A nemzeti liberálisok a helyhatósági választásokon nem indítottak ellenjelöltet a másodszor megválasztott Ilyés Gyula ellen, és őt támogatták (szemben a többi román párttal, melyek dr. Costel Dorel Coica mögött sorakoztak fel). A nemzeti liberálisok támogatásával az RMDSZ-es Ilyés Gyula közel 60%-ot ért el a második fordulóban, mintegy tíz százalékos fölénnyel megelőzve ellenfelét. A nemzeti liberálisok támogatásáért cserébe az RMDSZ nekik ajánlotta fel a város egyik alpolgármesteri helyét, melyet Albu Adrian foglalt el.
A Nemzeti Liberális Párt és a Szociáldemokrata Párt (PSD) által létrehozott Szociálliberális Unió (USL) 2012. január 15-étől kezdődően kormányellenes tüntetéseket szervezett.
2012. február 25-én megalakult az Erdélyi Magyar Néppárt (EMNP), így a 2012-es romániai önkormányzati választáson már három magyar párt indult (RMDSZ, MPP, EMNP). Az EMNP-nek azonban nem az RMDSZ, hanem az MPP szavazóinak egy részét sikerült csak maga mellé állítania.
A 2012-es önkormányzati és parlamenti választásokon a Szociáldemokrata Párt és a Nemzeti Liberális Párt országos szintű választási szövetségben indult Szociálliberális Unió néven, aminek következtében a korábban megoszló román szavazatok jelentős részét egyben tudta tartani, az országos politikában keletkező, a pártszövetségnek kedvező körülmények hatására pedig nagy arányban tudott mozgósítani is. Szatmárnémetiben és Szatmár megyében, akárcsak más vegyes lakosságú településeken és megyei önkormányzatokban, ahol a magyarságot képviselő RMDSZ hagyományosan relatív többséggel rendelkezett korábban, a Szociálliberális Unió egyesült erőinek sikerült legyőzniük a magyar érdekképviselet. Szatmárnémetiben a harmadik polgármesteri mandátumáért induló Ilyés Gyula polgármester, noha a korábbi választáson összegyűjtött voksoknál sikerült több szavazatot szerznie, alulmaradt a Szociálliberális Unió szociáldemokrata jelöltjével, Costel Dorel Coicával szemben (megyei szinten is hasonló okokból szenvedett vereséget az RMDSZ jelöltje, Csehi Árpád a Szociálliberális Unió színeiben induló nemzeti liberális jelölttel, Adrian Șteffel szemben).
A város és a megye vezetését egyidejűleg elvesztő magyar érdekképviselet számára további hátrányt okozott, hogy a jelentős magyarsággal rendelkező településeken korábban egyfajta íratlan szabályként fennálló hagyománnyal szakítva, a Szociálliberális Unió egy alpolgármesteri széket sem ajánlott fel a szövetségnek, így a magyarság képviselői nélkül alakult meg az új városvezetés. A két alpolgármesteri széket a pártszövetséget alkotó két nagy politikai erő egy-egy politikusa, a szociáldemokrata Radu Roca és a nemzeti liberális Marcela Papici foglalhatta el.
Hosszú viták és a törékeny pártszövetségben keletkezett repedések következtében 2014 februárjában a Szociálliberális Unió országos kormánykoalíciója felbomlott, miután a szociáldemokrata kormányfő, Victor Ponta nem volt hajlandó miniszterelnök-helyettessé kinevezni a Nemzeti Liberális Párt akkori alelnökét, Klaus Johannis későbbi államfőt. A felbomló koalíció nyomán a Szociáldemokrata Párt egyedül folytatta a kormányzást, a Nemzeti Liberális Párt pedig ellenzékbe vonult, és az elnöki székért is versenybe szálló kormányfő által korábban visszautasított Klaus Johannist indította el az elnökválasztásokon, aki legyőzve ellenfelét Románia első liberális államfője lett (egyben az első kisebbségi, erdélyi szász származású államfő az ország történelmében).
Szatmárnémetiben az országos politika szintjén beállt változások késleltetve éreztették hatásukat, mivel a Szociáldemokrata Párt és a Nemzeti Liberális Párt helyi és megyei vezetői úgy határoztak, helyi szinteken fenntartják a két párt koalícióját, amelynek így csak a Nemzeti Liberális Párt tényleges szétesése vetett véget. A koalíciós kormányzás hívei Călin Popescu-Tăriceanu vezetésével már februárban bejelentették kilépésüket a Nemzeti Liberális Pártból, és 2014 július 3-án hivatalosan is létrehozták a Liberális Reform Pártot (mely nem állt kapcsolatban a Molovai Köztársaság azonos nevű román pártjával, melytől a nevét kölcsönözte), 2015. július 19-én pedig a Konzervatív Párttal egyesülve megalapították a Liberálisok és Demokraták Szövetségét.
A Nemzeti Liberális Párt jobboldali ellenzéki erői, a szociáldemokratákkal rokonszenvező koalíció-pártiak távozását követően, még 2014-ben egyesültek a Demokrata Liberális Párttal, megőrizve a nagyobb történelmi hagyományokra visszatekintő Nemzeti Liberális Párt elnevezést.
Ezek a változások helyi szinten is átalakították a politikai erőviszonyokat, mivel a Szociálliberális Unió felbomlása és a Nemzeti Liberális Párt kettészakadása nyomán az RMDSZ újra megerősödött a helyi és megyei politikában.
A Nemzeti Liberális Párt kettészakadása nyomán létrejött kormánypárti Liberális Reform Pártiak folytatták a koalíciós vezetést a szociáldemokratákkal megyei és helyi szinten, de a vezetőik közötti konfliktusok folytán elvesztették az alpolgármesteri széket, melyet a Romániai Magyar Demokrata Szövetség számára ajánlott fel a szociáldemokrata polgármester. Az RMDSZ helyi vezetői azonban ekkor már az egy évvel későbbi, 2016-os önkormányzati választásokra készülve, visszautasították az alpolgármesteri széket és az ellenzéki politizálás mellett döntöttek, későbbi szövetségesükkel, a Nemzeti Liberális Párttal összefogásban.
Az RMDSZ-től érkezett visszautasítás nyomán a szociáldemokrata polgármester, ciklusa utolsó évében saját párttársaira, illetve a Liberálisok és Demokraták Szövetségére támaszkodva vezette a várost, de a legnagyobb frakcióval rendelkező Romániai Magyar Demokrata Szövetség és a Nemzeti Liberális Párt erőiből álló ellenzék együtt immár többséget alkotott a helyi tanácsban.
A 2016-os önkormányzati választásokon újra az RMDSZ jelöltje, a korábban alpolgármesterként, majd parlamenti képviselőként dolgozó fiatal politikus, Kereskényi Gábor szerezte meg a polgármesteri széket, legyőzve a második mandátumáért induló szociáldemokrata Costel Dorel Coica. A városi tanácsban az RMDSZ tíz, a Szociáldemokrata Párt hét, a Nemzeti Liberális Párt és a Liberálisok és Demokraták Szövetsége pedig három-három mandátumot szerzett. Ugyanekkor a megye vezetését is visszaszerezte a magyar érdekképviselet, Pataki Csaba tanácselnökké választása révén.
Kereskényi Gábor a város mindkét polgármesteri széket a koalíciós partnerként az RMDSZ-szel többséget alkotó Nemzeti Liberális Párt egy-egy politikusának, Adrian Albunak és Doina Fehernek ajánlotta fel.
A 2020-as romániai önkormányzati választások politikai folytonosságot, de fontos változásokat is hoztak a városvezetés tekintetében: Kereskényi Gábor a szavazatok több mint 50%-át szerezte meg az egyfordulós választás alkalmával, így második polgármesteri ciklusát kezdhette meg a városvezetés élén. A Romániai Magyar Demokrata Szövetség, a demográfiai trendek dacára, abszolút többséget szerzett a városi tanácsban, 12 mandátummal (ilyen fölényes győzelemre a 2004-es romániai önkormányzati választások óta nem volt példa a városban). Átrendeződtek azonban az erőviszonyok a román pártok tekintetében: az RMDSZ korábbi koalíciós partnere, a Nemzeti Liberális Párt (a román kormánypárt) a második legjobb eredményt hozta, a szavazatok mintegy 16%-ával négy tanácsosi helyet szerezve, a korábban a városvezetésbe be sem jutó Mentsétek meg Romániát Szövetség pedig egyből a harmadik legerősebb párt lett, ugyancsak négy mandátumot szerezve (a szavazatok közel 13%-ával). A korábban az RMDSZ legerősebb ellenfelének számító Szociáldemokrata Párt viszont megszűnt a város második legerősebb politikai alakulatának lenni és az utolsó befutó helyre szorult: mindössze három tanácsosi mandátumot szerzett, a szavazatok 11%-ával. A választásokon indult többi párt listája nem érte el a bejutáshoz szükséges 5%-os küszöböt.

### Pártok
A városban a legerősebbnek számító politikai erők a hagyományosan a szavazatok relatív többségével bíró Romániai Magyar Demokrata Szövetség és a legerősebb román pártnak számító baloldali Szociáldemokrata Párt volt a 2020-as romániai önkormányzati választásokig. Őket követték hagyományosan a bal- és jobboldali liberális román pártok, melyek szintén bejutottak a városi tanácsba: a jobboldali-liberális Nemzeti Liberális Párt, amely hagyományosan a Romániai Magyar Demokrata Szövetség helyi szövetségesének számít, illetve a baloldali liberális párt, a Liberálisok és Demokraták Szövetsége, amely mind helyi, mind pedig országos szinten a Szociáldemokrata Párt szövetségese volt. A korábban szintén jelentősebb politikai erőnek számító, hagyományosan szintén jobboldali liberális politikát folytató Demokrata Liberális Párt 2014-ben országos szinten egyesült a Nemzeti Liberális Párttal, mely utóbbinak nevét az egyesült párt egésze viszi tovább. A Liberálisok és Demokraták Szövetsége nevű párt a 2014-ben kettészakadt Nemzeti Liberális Párt baloldali-liberális utódpártjának, a Liberális Reform Pártnak és a városban korábban kevésbé jelentős, de az országos politikában szintén a Szociáldemokrata Párt hagyományos szövetségesének számító Konzervatív Párt 2015-ös egyesülése nyomán jött létre.
A szélsőségesen nacionalista Nagy Románia Párt (PRM) szatmárnémeti támogatottsága hagyományosan az országosnál is alacsonyabb volt, a párt legsikeresebb korszakaiban is. Hagyományosan nem jutnak be a városvezetésbe, szatmárnémeti szinten gyakorlatilag jelentéktelen politikai alakulatnak számítanak.
Az RMDSZ magyar alternatívájaként számontartott (tőle jobbra elhelyezhető) magyar párt, a Magyar Polgári Párt (MPP) szintén jelentéktelen erőnek számít a városban (megyei szinten szintén gyengén, hagyományosan a bejutási küszöb alatt teljesít, a megye egyes kistelepülésein azonban jó helyi eredményeket is fel tud mutatni).
A 2008-as romániai önkormányzati választáson az MPP mindössze 480 szavazattal 1,16%-ot ért el a városban, a 2012-es helyhatósági választásokon pedig csupán 329 szavazatot kapott.
A 2012. február 25-én alakult Erdélyi Magyar Néppárt is jóval a bejutási küszöb alatt teljesített 733 szavazattal.
A város német közösségét képviselő Romániai Német Demokrata Fórum mind városi, mind pedig megyei szinten a Romániai Magyar Demokrata Szövetség leghűségesebb szövetségesének számít, jelöltjei hagyományosan az RMDSZ listáján indulnak, és sem a polgármesteri székért, sem a megyei tanácselnöki székért folyó küzdelemben nem állítanak ellenjelöltet a szövetséggel szemben, illetve egyes esetekben a jelöltállítást követően léptetik vissza őket a szövetség javára. A két párt szoros együttműködésének egyik fő oka, hogy a szatmári svábok, a bánsági sváboktól eltérően, leginkább vallási okokból, jóval erőteljesebben asszimilálódtak a magyarságba, mint más erdélyi német közösségek, a románságba való asszimilálódásuk pedig – szintén vallási okokból – az elmúlt évszázadban is ritka jelenségnek számított. A szatmári svábok tehát hagyományosan magyar anyanyelvűségben vagy magyar-német kétnyelvűségben élnek, kötődésük a magyar közösséghez erősebb, mint a bánsági sváboké, az erdélyi szászoké vagy a cipszereké.
A 2020-as romániai önkormányzati választások nyomán a pártok közötti hagyományos erőviszonyok jelentősen megváltoztak: a Romániai Magyar Demokrata Szövetség tovább erősödött (a polgármesteri szék mellett a tanácsosi mandátumok több mint felét szerezve meg), a Szociáldemokrata Párt viszont elvesztette vezető szerepét a román szavazók körében, az utolsó helyre szorulva a városi tanácsban (mindössze három mandátummal). Az RMDSZ helyi szövetségesének számító román kormánypárt, a Nemzeti Liberális Párt szerezte a legtöbb szavazatot a román szavazók körében (a leadott szavazatok 16%-ával négy tanácsosi mandátumot szerzett), így a második legerősebb politikai alakulattá nőtte ki magát a városban. Jelentős sikert könyvelhetett el a Mentsétek meg Romániát Szövetség is helyi szinten: a 2015-ben alakult párt először jutott be a városi tanácsba, megelőzve az országosan a politikai ellenfelének számító Szociáldemokrata Pártot. A Mentsétek meg Romániát Szövetség a szavazatok mintegy 13%-ával így a harmadik legerősebb párt lett, a nemzeti liberálisokkal azonos számú (négy) tanácsosi mandátumot szerezve. RMDSZ-listán szerzett egy-egy mandátumot még a Romániai Német Demokrata Fórum és a Magyar Polgári Párt egy-egy jelöltje, akik a városvezető testületben az RMDSZ frakcióját erősítik.

### A városi tanács összetétele

#### 2004-2008

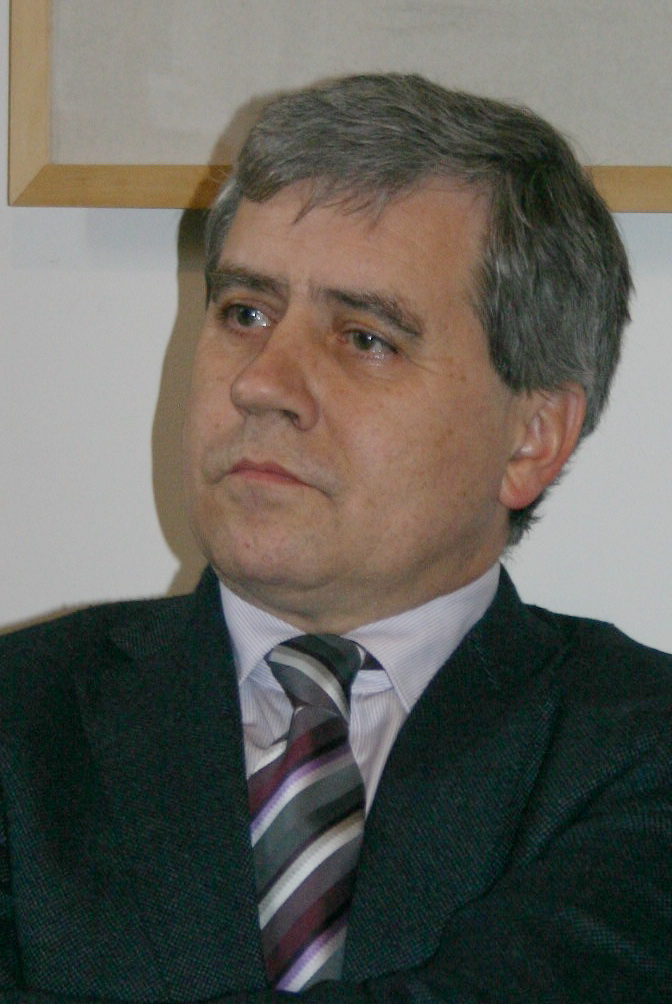
Ilyés Gyula nyolc éven át, 2004 és 2012 között volt a város polgármestere, korábban, 1996 és 2004 között alpolgármesterként vett részt a városvezetés munkájában

##### 2004-2007
A 2004-es önkormányzati választások nyomán:
| Pártok                              | Tanácsosok száma | Összetétel | Összetétel | Összetétel | Összetétel | Összetétel | Összetétel | Összetétel | Összetétel | Összetétel | Összetétel | Összetétel | Összetétel |
| ----------------------------------- | ---------------- | ---------- | ---------- | ---------- | ---------- | ---------- | ---------- | ---------- | ---------- | ---------- | ---------- | ---------- | ---------- |
| Romániai Magyar Demokrata Szövetség | 12               |            |            |            |            |            |            |            |            |            |            |            |            |
| Igazság és Igazságosság Szövetség   | 6                |            |            |            |            |            |            |            |            |            |            |            |            |
| Szociáldemokrata Párt               | 5                |            |            |            |            |            |            |            |            |            |            |            |            |

Polgármester: Ilyés Gyula (Romániai Magyar Demokrata Szövetség)

##### 2007-2008
Az Igazság és Igazságosság Szövetség felbomlását követően:
| Pártok                              | Tanácsosok száma | Összetétel | Összetétel | Összetétel | Összetétel | Összetétel | Összetétel | Összetétel | Összetétel | Összetétel | Összetétel | Összetétel | Összetétel |
| ----------------------------------- | ---------------- | ---------- | ---------- | ---------- | ---------- | ---------- | ---------- | ---------- | ---------- | ---------- | ---------- | ---------- | ---------- |
| Romániai Magyar Demokrata Szövetség | 12               |            |            |            |            |            |            |            |            |            |            |            |            |
| Nemzeti Liberális Párt              | 6                |            |            |            |            |            |            |            |            |            |            |            |            |
| Szociáldemokrata Párt               | 5                |            |            |            |            |            |            |            |            |            |            |            |            |

Polgármester: Ilyés Gyula (Romániai Magyar Demokrata Szövetség)

#### 2008–2012
| Pártok                              | Tanácsosok száma | Összetétel | Összetétel | Összetétel | Összetétel | Összetétel | Összetétel | Összetétel | Összetétel | Összetétel | Összetétel | Összetétel |
| ----------------------------------- | ---------------- | ---------- | ---------- | ---------- | ---------- | ---------- | ---------- | ---------- | ---------- | ---------- | ---------- | ---------- |
| Romániai Magyar Demokrata Szövetség | 11               |            |            |            |            |            |            |            |            |            |            |            |
| Szociáldemokrata Párt               | 5                |            |            |            |            |            |            |            |            |            |            |            |
| Demokrata Liberális Párt            | 4                |            |            |            |            |            |            |            |            |            |            |            |
| Nemzeti Liberális Párt              | 3                |            |            |            |            |            |            |            |            |            |            |            |

Polgármester: Ilyés Gyula (Romániai Magyar Demokrata Szövetség)

#### 2012–2016

##### 2012-2014
A 2012-es önkormányzati választások nyomán:
| Pártok                              | Tanácsosok száma | Összetétel | Összetétel | Összetétel | Összetétel | Összetétel | Összetétel | Összetétel | Összetétel | Összetétel | Összetétel | Összetétel | Összetétel |
| ----------------------------------- | ---------------- | ---------- | ---------- | ---------- | ---------- | ---------- | ---------- | ---------- | ---------- | ---------- | ---------- | ---------- | ---------- |
| Szociálliberális Unió               | 12               |            |            |            |            |            |            |            |            |            |            |            |            |
| Romániai Magyar Demokrata Szövetség | 9                |            |            |            |            |            |            |            |            |            |            |            |            |
| Demokrata Liberális Párt            | 2                |            |            |            |            |            |            |            |            |            |            |            |            |

Polgármester: Costel Dorel Coica (Szociálliberális Unió)

##### 2014. február–július
A Szociálliberális Unió 2014-es szétesése nyomán:
| Romániai Magyar Demokrata Szövetség | 9 |  |  |  |  |  |  |  |  |  |
| Szociáldemokrata Párt               | 7 |  |  |  |  |  |  |  |  |  |
| Nemzeti Liberális Párt              | 5 |  |  |  |  |  |  |  |  |  |
| Demokrata Liberális Párt            | 2 |  |  |  |  |  |  |  |  |  |

Polgármester: Costel Dorel Coica (Szociáldemokrata Párt)

##### 2014. július–november
A Nemzeti Liberális Párt 2014-es szétesése nyomán:
| Romániai Magyar Demokrata Szövetség | 9 |  |  |  |  |  |  |  |  |  |
| Szociáldemokrata Párt               | 7 |  |  |  |  |  |  |  |  |  |
| Liberális Reform Párt               | 3 |  |  |  |  |  |  |  |  |  |
| Nemzeti Liberális Párt              | 2 |  |  |  |  |  |  |  |  |  |
| Demokrata Liberális Párt            | 2 |  |  |  |  |  |  |  |  |  |

Polgármester: Costel Dorel Coica (Szociáldemokrata Párt)

##### 2014. november – 2015. június
A Nemzeti Liberális Párt és a Demokrata Liberális Párt egyesülése nyomán:
| Romániai Magyar Demokrata Szövetség | 9 |  |  |  |  |  |  |  |  |  |
| Szociáldemokrata Párt               | 7 |  |  |  |  |  |  |  |  |  |
| Nemzeti Liberális Párt              | 4 |  |  |  |  |  |  |  |  |  |
| Liberális Reform Párt               | 3 |  |  |  |  |  |  |  |  |  |

Polgármester: Costel Dorel Coica (Szociáldemokrata Párt)

##### 2015. június – 2016. június
A Liberális Reform Párt és a Konzervatív Párt Liberálisok és Demokraták Szövetsége név alatt történő egyesülése nyomán:
| Romániai Magyar Demokrata Szövetség  | 9 |  |  |  |  |  |  |  |  |  |
| Szociáldemokrata Párt                | 7 |  |  |  |  |  |  |  |  |  |
| Nemzeti Liberális Párt               | 4 |  |  |  |  |  |  |  |  |  |
| Liberálisok és Demokraták Szövetsége | 3 |  |  |  |  |  |  |  |  |  |

Polgármester: Costel Dorel Coica (Szociáldemokrata Párt)

#### 2016-2020
A 2016-os önkormányzati választások nyomán:
| Pártok                               | Tanácsosok száma | Összetétel | Összetétel | Összetétel | Összetétel | Összetétel | Összetétel | Összetétel | Összetétel | Összetétel | Összetétel | Összetétel |
| ------------------------------------ | ---------------- | ---------- | ---------- | ---------- | ---------- | ---------- | ---------- | ---------- | ---------- | ---------- | ---------- | ---------- |
| Romániai Magyar Demokrata Szövetség  | 10               |            |            |            |            |            |            |            |            |            |            |            |
| Szociáldemokrata Párt                | 7                |            |            |            |            |            |            |            |            |            |            |            |
| Nemzeti Liberális Párt               | 3                |            |            |            |            |            |            |            |            |            |            |            |
| Liberálisok és Demokraták Szövetsége | 3                |            |            |            |            |            |            |            |            |            |            |            |

Polgármester: Kereskényi Gábor (Romániai Magyar Demokrata Szövetség)

#### 2020-2024
A 2020-as önkormányzati választások nyomán:
| Pártok                              | Tanácsosok száma | Összetétel | Összetétel | Összetétel | Összetétel | Összetétel | Összetétel | Összetétel | Összetétel | Összetétel | Összetétel | Összetétel | Összetétel |
| ----------------------------------- | ---------------- | ---------- | ---------- | ---------- | ---------- | ---------- | ---------- | ---------- | ---------- | ---------- | ---------- | ---------- | ---------- |
| Romániai Magyar Demokrata Szövetség | 12               |            |            |            |            |            |            |            |            |            |            |            |            |
| Nemzeti Liberális Párt              | 4                |            |            |            |            |            |            |            |            |            |            |            |            |
| Mentsétek meg Romániát Szövetség    | 4                |            |            |            |            |            |            |            |            |            |            |            |            |
| Szociáldemokrata Párt               | 3                |            |            |            |            |            |            |            |            |            |            |            |            |

Polgármester: Kereskényi Gábor (Romániai Magyar Demokrata Szövetség)

### Polgármesterek a rendszerváltás óta
- Ioan Samfira[17]
- Horea Anderco (Szociáldemokrata Párt) – Két ciklusra volt megválasztva, hivatalát nem tudta végig betölteni (hivatali visszaélés miatt letartóztatták).
- Ilyés Gyula (Romániai Magyar Demokrata Szövetség) – Anderco polgármester felfüggesztése után ideiglenes polgármester (korábban, két ciklusban alpolgármester), majd a város megválasztott polgármestere. A 2008-as helyhatósági választáson újraválasztották, így második ciklusát töltötte a polgármesteri székben.
- Costel Dorel Coica 2012-től vezette a várost, előbb a Szociálliberális Unió, majd annak felbomlása óta a Szociáldemokrata Párt színeiben.
- Kereskényi Gábor (Romániai Magyar Demokrata Szövetség) – a 2016-os választások óta vezeti a várost (2020-ban a szavazatok több mint felével szerezte második mandátumát).

## Közlekedés

### Vasút
A települést érinti a Nagyvárad–Székelyhíd–Érmihályfalva–Nagykároly–Szatmárnémeti–Halmi–Királyháza-vasútvonal.

## Kulturális intézmények

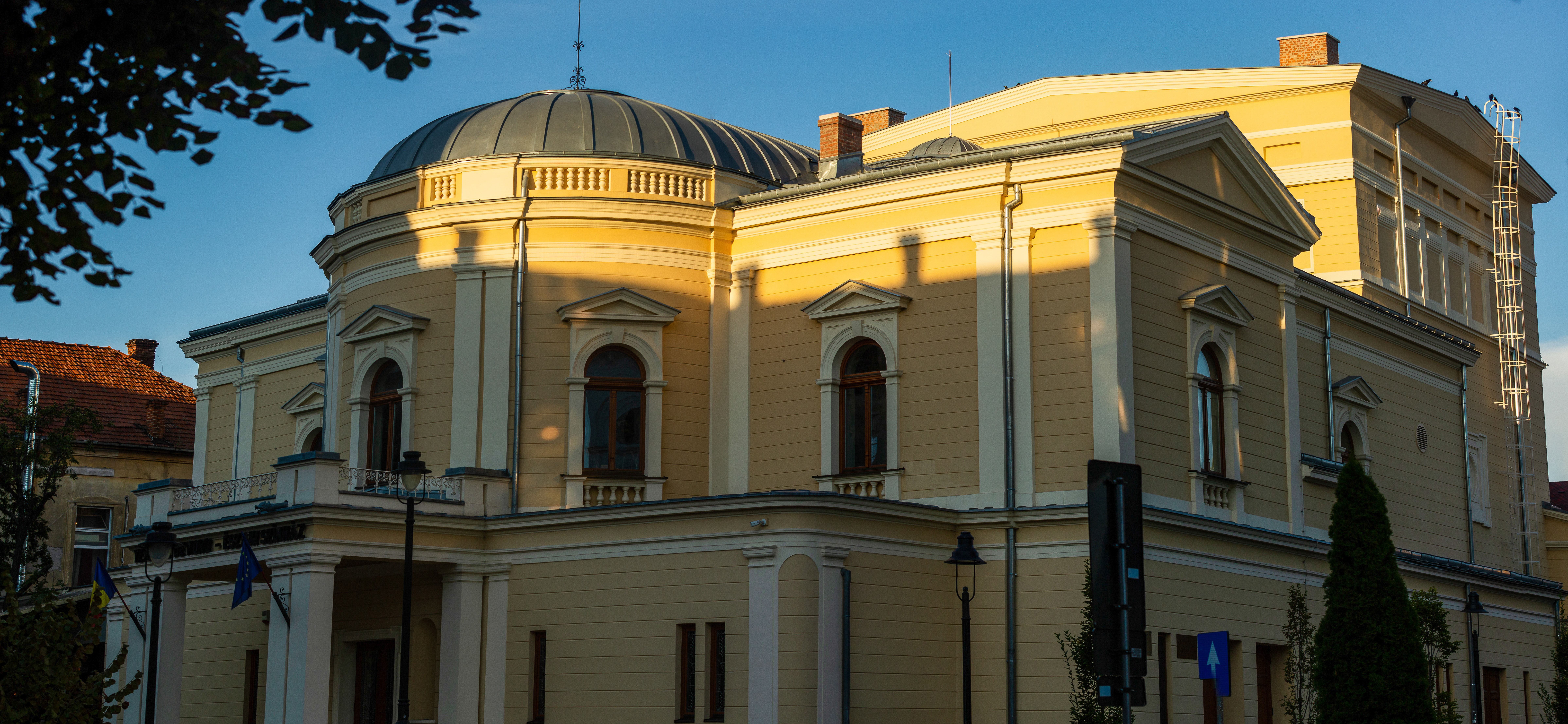
Az Északi Színház épülete. Itt működik az 1953-ban nagybányán alakult Harag György Társulat az intézmény magyar tagozataként

- Szatmárnémeti Északi Színház (román és magyar tagozattal)
- Ács Alajos Játékszín
- Brighella Bábszínház
- Dinu Lipatti Filharmónia
- G. M. Zamfirescu Kulturális Központ[18]
- Szakszervezetek Művelődési Háza
- Szépművészeti Múzeum
- Történelmi és Néprajzi Múzeum
- Erdős I. Pál Emlékmúzeum
- Papp Aurél Emlékmúzeum
- Szatmár Megyei Könyvtár
- Püspöki képtár és kincstár

## Oktatás

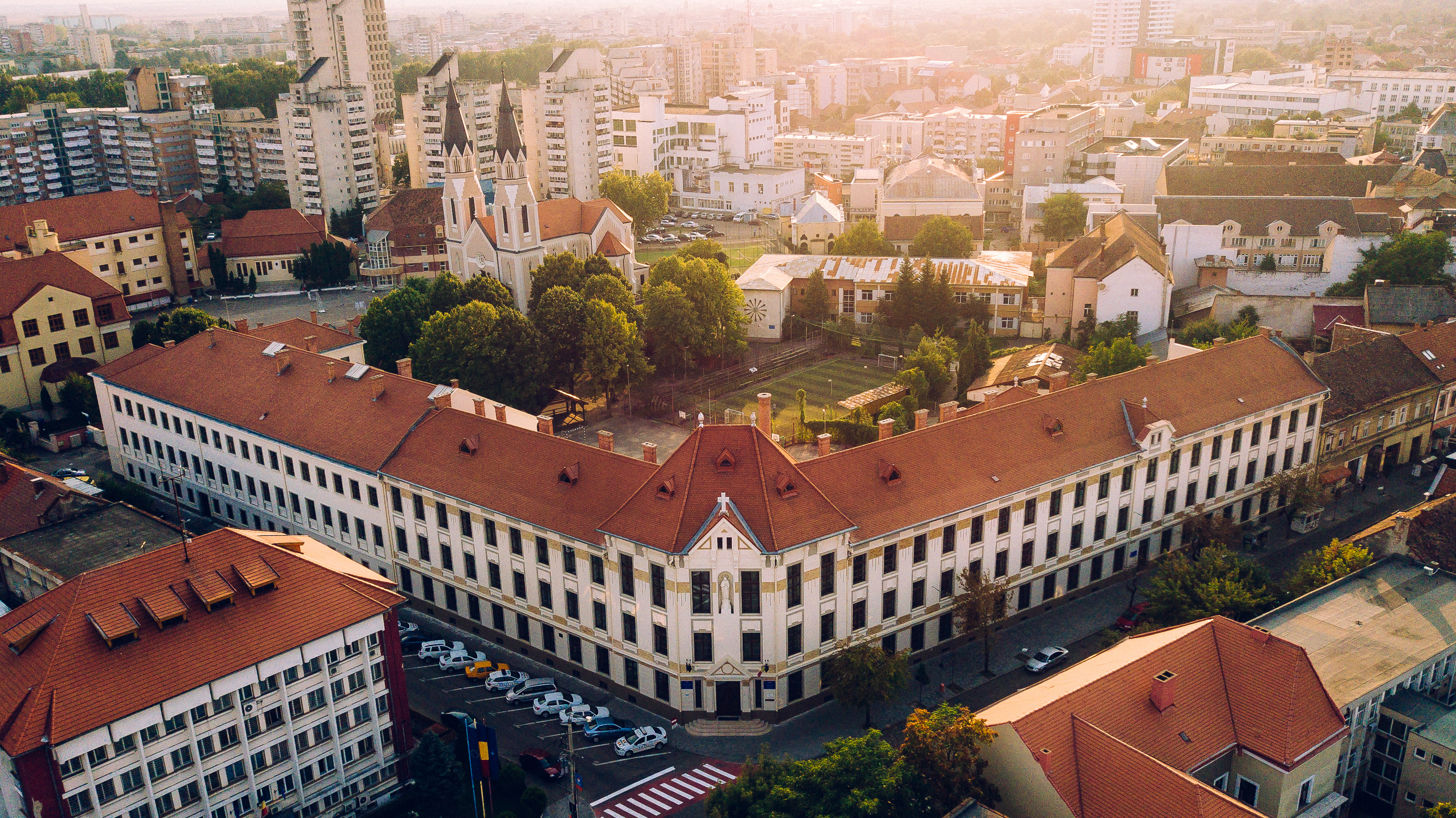
Kölcsey Ferenc Főgimnázium

Szatmárnémetiben az egyházi és a világi oktatásnak egyaránt nagy hagyományai vannak. A rendszerváltozás utáni években újjáalakultak a város egykori felekezeti intézményei (később létrejött az ortodox líceum is). A 2020/21-es tanévben 18 950 diák tanult az általános és középiskolákban. 22,3%-uk magyarul, 5%-uk németül és 72,7%-uk románul végezte tanulmányait. A legtöbb magyar középiskolai diák a Kölcsey Ferenc Főgimnázium, a legtöbb általános iskolás pedig a II. Rákóczi Ferenc Általános Iskola tanulója.
Jelenleg a város számos általános iskoláján kívül a következő középiskolai szintű intézmények működnek itt:
- Aurel Popp Művészeti Líceum (magyar és román tannyelvű)
- Doamna Stanca Főgimnázium (román tannyelvű)
- Elisa Zamfirescu Textilipari Szakközépiskola (román és magyar tannyelvű)
- Faipari Líceum (román és magyar tannyelvű)
- George Emil Palade Élelmiszeripari Líceum (román és magyar tannyelvű)
- Gheorghe Dragoș Pénzügyi Líceum (román és magyar tannyelvű)
- Hám János Római Katolikus Iskolaközpont (magyar tannyelvű)
- Ioan Slavici Főgimnázium (román tannyelvű)
- Ion I. C. Brătianu Szakközépiskola (román tannyelvű)
- Johann Ettinger Német Elméleti Líceum (német tannyelvű)
- Kölcsey Ferenc Főgimnázium (magyar tannyelvű)
- Mihai Eminescu Főgimnázium (román tannyelvű)
- Ortodox Líceum (román tannyelvű)
- Szatmárnémeti Református Gimnázium (magyar tannyelvű)
- Traian Vuia Szakközépiskola (magyar és román tannyelvű)
- Unio Szakközépiskola (román tannyelvű)

## Média

### Magyar sajtó

#### Nyomtatott sajtó
- Szatmári Friss Újság (napilap – már csak online)
- Szamos (havilap)
- Tessék, kérem! Szatmárnémeti (havilap)
- Szatmári Magyar Hírlap (napilap – megszűnt)

#### Elektronikus (internetes) sajtó
- Szatmár TV (Szatmár megye és Szatmárnémeti első videós hírportálja – megszűnt)
- Szatmár.ro
- Presszo.ro – A szatmári civil hírportál (megszűnt)
- Erdély online

#### Audiovizuális orgánumok
- Rádió:
  - City Radio

#### Bloggerek
- Szatmári srácok

### Román sajtó

#### Nyomtatott sajtó
- - Informatia Zilei (A Nap Híre – napilap)
  - Presa SM (Szatmári Sajtó -napilap)
  - Glasul Sătmarului (Szatmár Hangja – napilap)
  - Gazeta de Nord-Vest (Északnyugati Hírlap – napilap)

#### Audiovizuális orgánumok
- Rádió:
  - Radio Transilvania ('Erdély Rádió')
  - Radio Unu ('Rádió 1.')
- Televízió:
  - TV1 Satu Mare
  - Nord Vest TV

## Jelentősebb egyházak, templomok

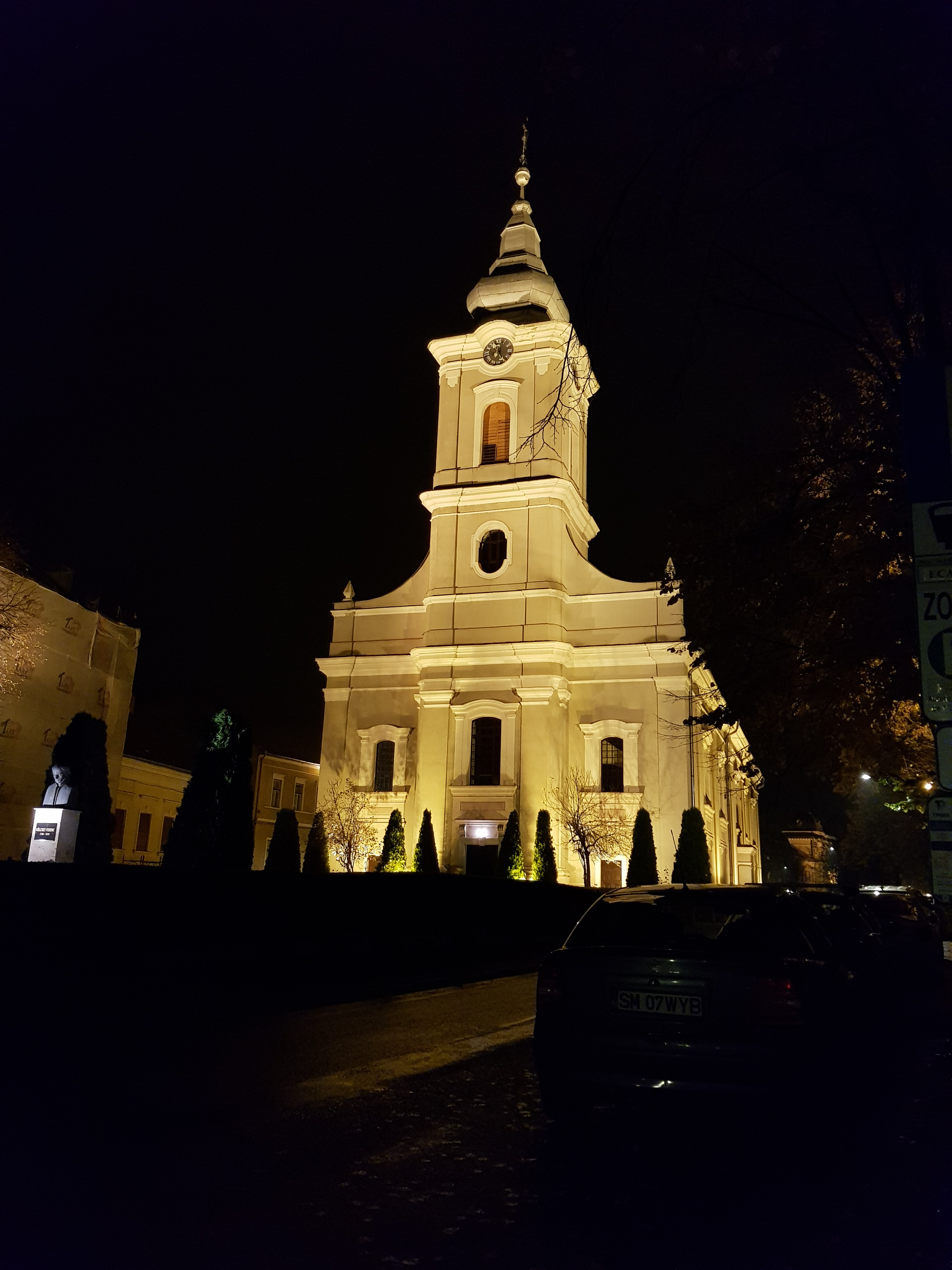
Láncos templom

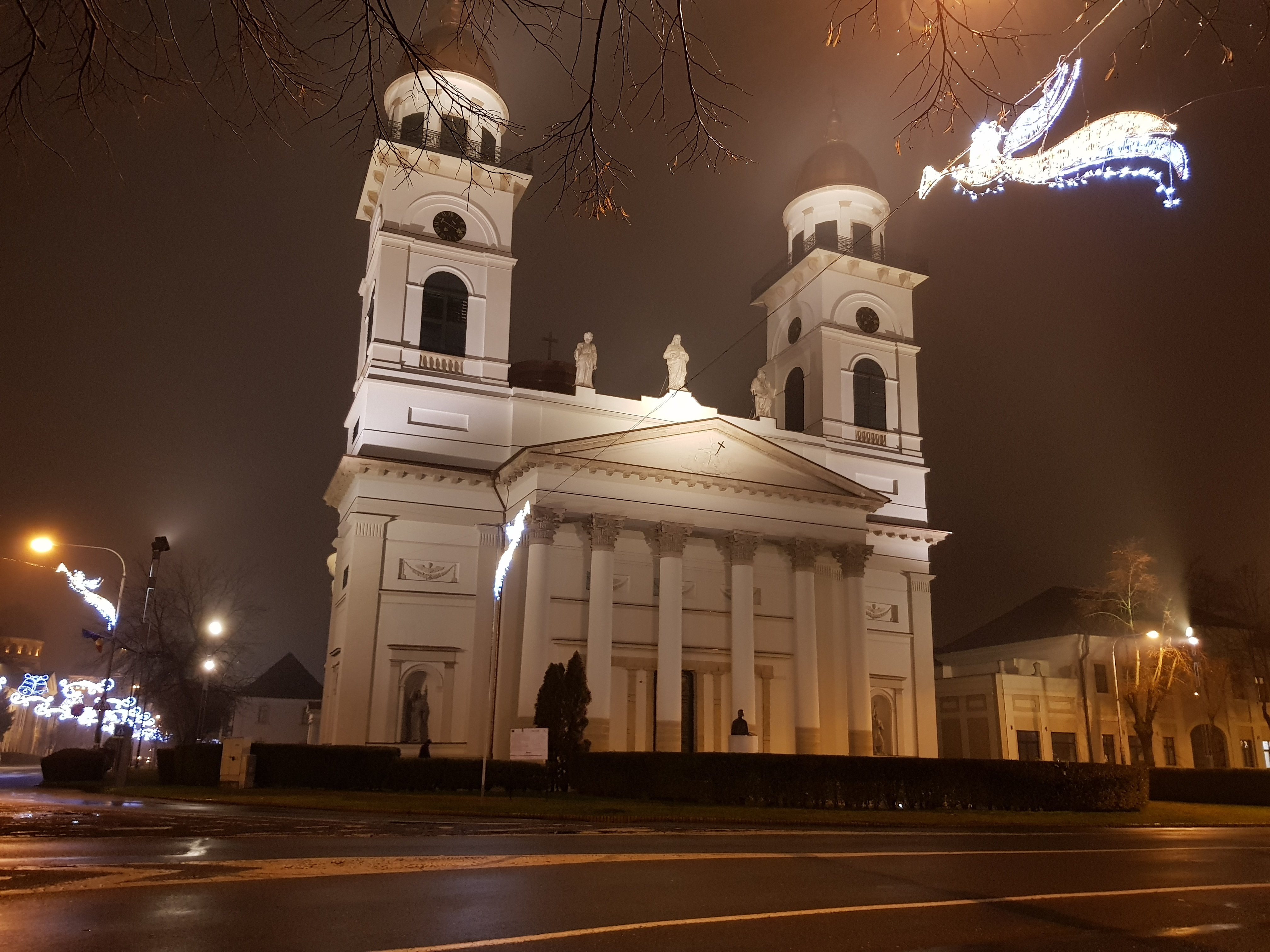
Római katolikus székesegyház

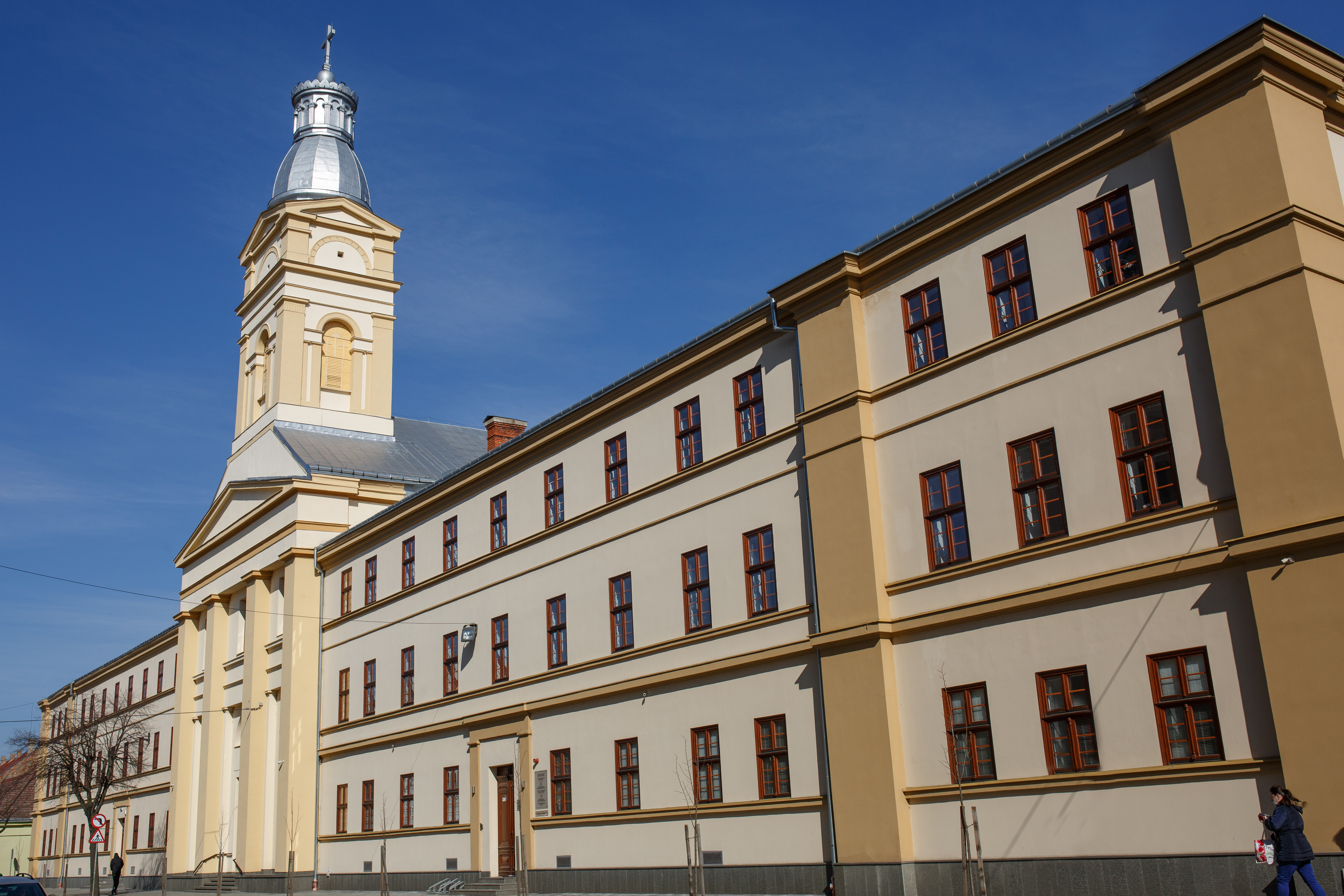
Szeplőtelen Szűz Mária-templom és zárda (épült 1837–1843)

(Zárójelben az a felsőbb egyházi hatóság található, melyhez a szatmárnémeti hatóság tartozik. A zárójelen kívül a legmagasabb Szatmárnémetiben székelő egyházi hatóság található.)

### Református
(Királyhágómelléki református egyházkerület – püspök: Ft. Csűry István)
Szatmári református egyházmegye – esperes: Nt. Kovács Sándor
- Magyar:
  - Láncos templom
  - Németi templom
  - Kültelki református templom
  - Szigetlankai református templom
  - Szamosnegyedi református templom
  - Szatmárnémeti Református Gimnázium
  - Kalvineum
  - Vasút melletti református temetőkápolna
  - Németi temetőkápolna

Hívek száma összesen: 27 706 fő.

### Római katolikus
(Gyulafehérvári Római Katolikus Érsekség – érsek: dr. Jakubinyi György)
Szatmári római katolikus egyházmegye – püspök: Schönberger Jenő
Szatmári Főesperesség – főesperes: Hársfalvi Ottó, általános helynök
- Magyar:
  - Római katolikus Krisztus mennybemenetele székesegyház – „Nagytemplom”
  - Szent János-templom – „Hildegárda” (a ferencesek egykori kolostortemploma)
  - Zárdatemplom (Szeplőtelen Szűz Mária-templom)
  - Szent József-templom – „Kis Zárdatemplom”
  - Kis Szent Teréz-templom
  - Szent Antal-templom
  - Szentlélek-templom
  - Szent Család-templom
  - Püspöki kápolna (a püspöki palotában)
  - Zárdakápolna (a Páli Szent Vincéről nevezett Szatmári Irgalmas Nővérek zárdájában)
  - a híd melletti katolikus temető kápolnája
- Német és román:
  - Jézus Szíve-templom – Kálvária-templom (a jezsuiták egykori temploma)

Hívek száma összesen: 27 178 fő.

### Görögkatolikus

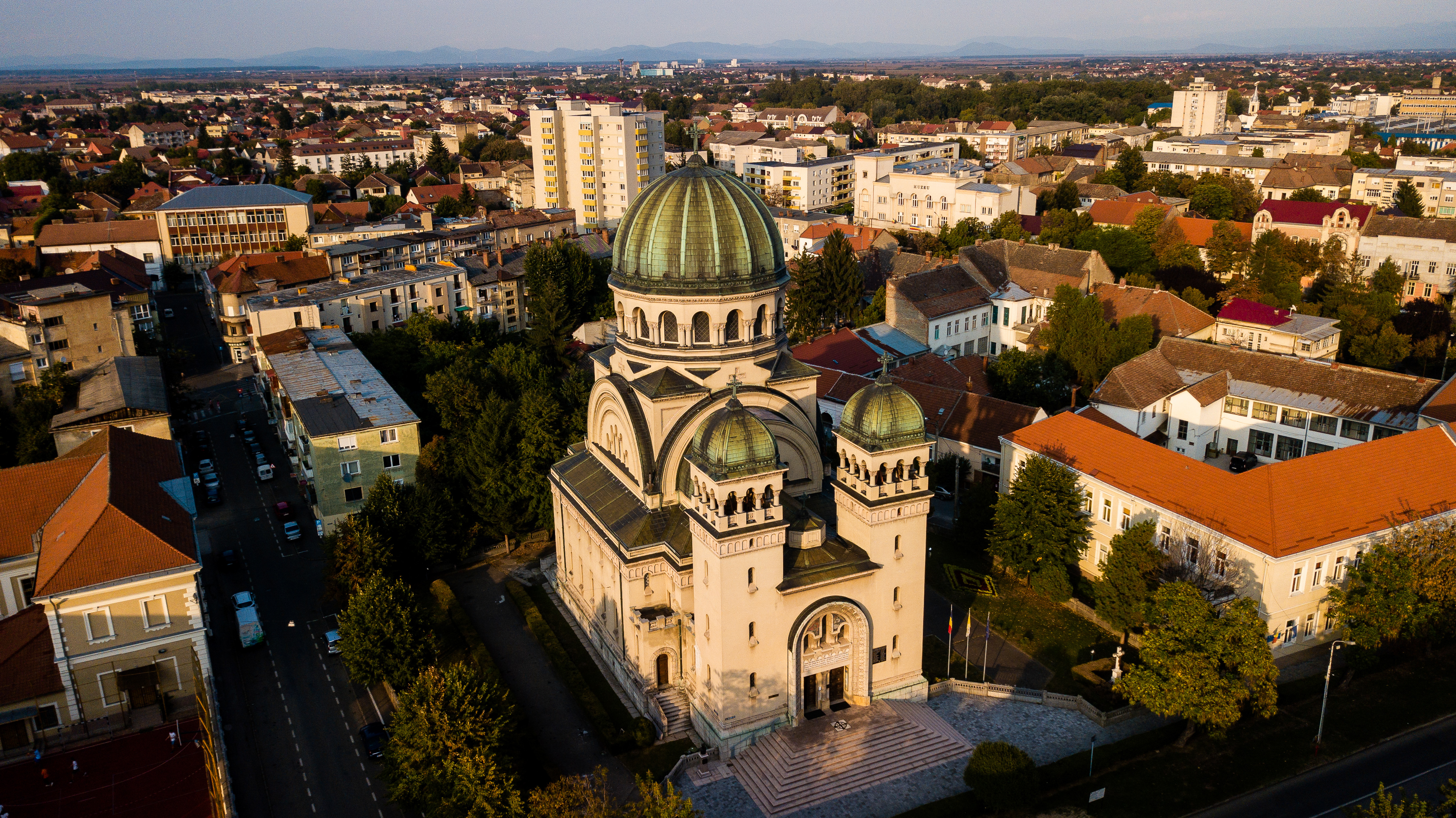
Szent Mihály és Gábriel arkangyalok katedrális. A görögkatolikus templom

(Nagyváradi Görögkatolikus Püspökség – püspök: Ft. Virgil Bercea)
Szatmári Görögkatolikus Esperesség – esperes: Ft. Dumitru Roman
- Magyar:
  - Szent Miklós-templom
  - Keresztelő Szent János születése -templom (fűtőházból átalakítva)
- Román:
  - Szent Mihály és Gábriel arkangyalok katedrális
  - Szent Ferenc-templom
  - Cloșca úti görögkatolikus templom, Péter és Pál
  - A Popp család kápolnája, Szt. József.
  - Szent Antal templom, (Gellért Sándor utca)
  - Angyali üdvözlet templom (Clăbucet utca 10. Carpați I. lakónegyed)
  - Körtvélyesi (Curtuiuș) Isten anyjának születése kápolna

Hívek száma összesen: 13 570 fő.

### Evangélikus
(Kolozsvári Evangélikus Püspökség – püspök: Ft. Adorjáni Dezső)
Szatmári Evangélikus Egyházközség
- Magyar:
  - Wolfenbüttel utcai evangélikus imaház

Hívek száma összesen: 73 fő.

### Unitárius
(Kolozsvári Unitárius Püspökség – püspök: Ft. Kovács István)
Szatmárnémeti Unitárius Egyházközség
- Magyar:
  - Wolfenbüttel utcai evangélikus imaház (itt tartják istentiszteleteiket)

Hívek száma összesen: 89 fő.

### Baptista
- Magyar:
  - István téri Magyar Baptista Imaház, Szatmárnémeti Magyar Baptista Gyülekezet. Tagok száma: 284 – Hozzátartozókkal együtt: 370 (2009. feb.)
- Román:
  - Scânteii utcai Román Baptista Imaház

Hívek száma összesen: 557 fő.

### Ortodox

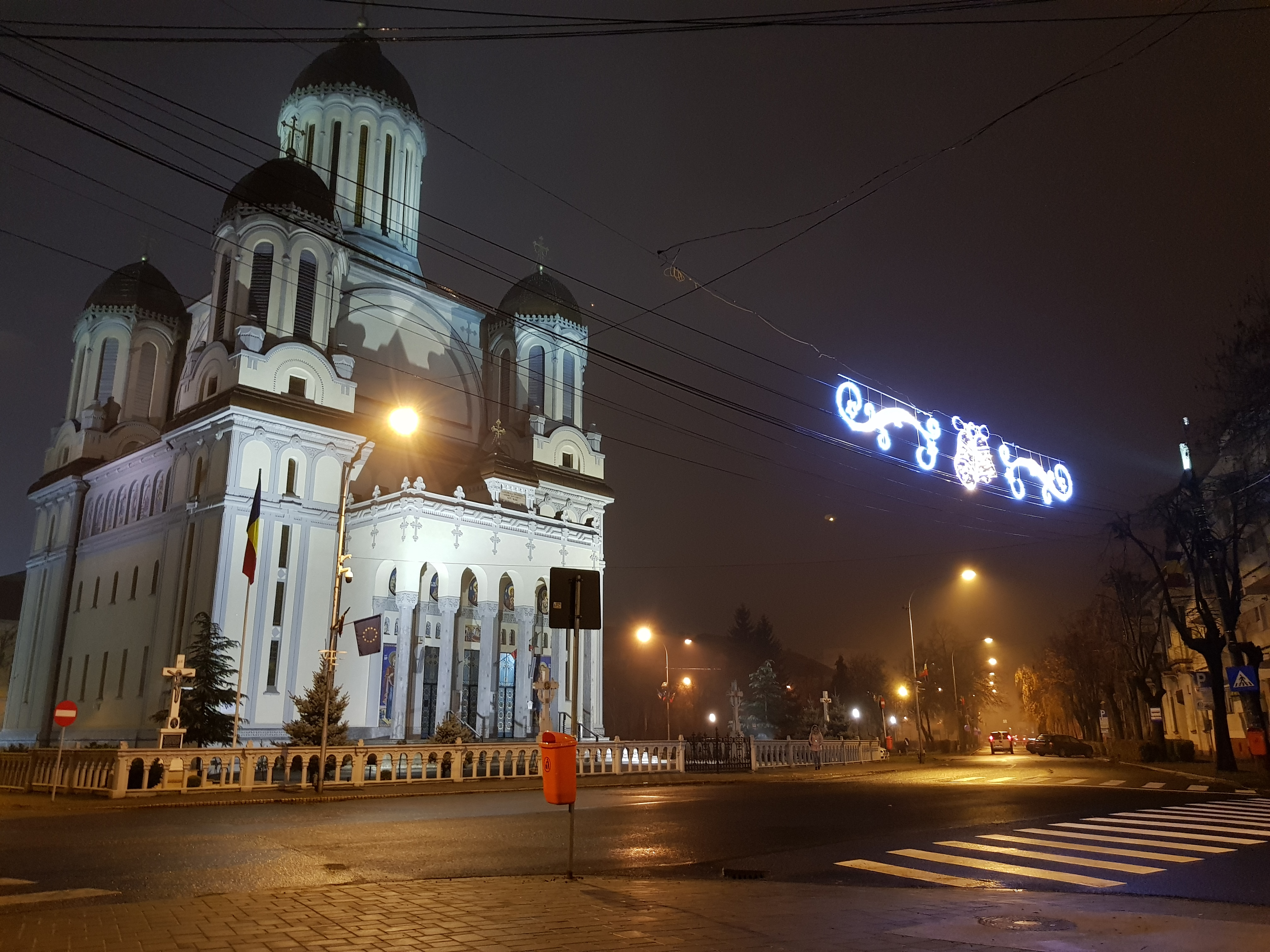
Mária mennybemenetele ortodox katedrális

(Kolozsvári Ortodox Metropolita – metropolita: Ft. Bartolomeu Valeriu Anania)
(Nagybányai Ortodox Püspökség – püspök: Ft. Iustinian)
Szatmárnémeti Ortodox Esperesség – esperes: Ft. Ioan Socolan
- Román:
  - Mária mennybemenetele ortodox katedrális
  - Batizi úti ortodox templom
  - Híd melletti ortodox templom
  - 17-es negyed ortodox temploma
  - Carpați II. negyedi ortodox templom

Hívek száma összesen: 58 398 fő.

### Izraelita

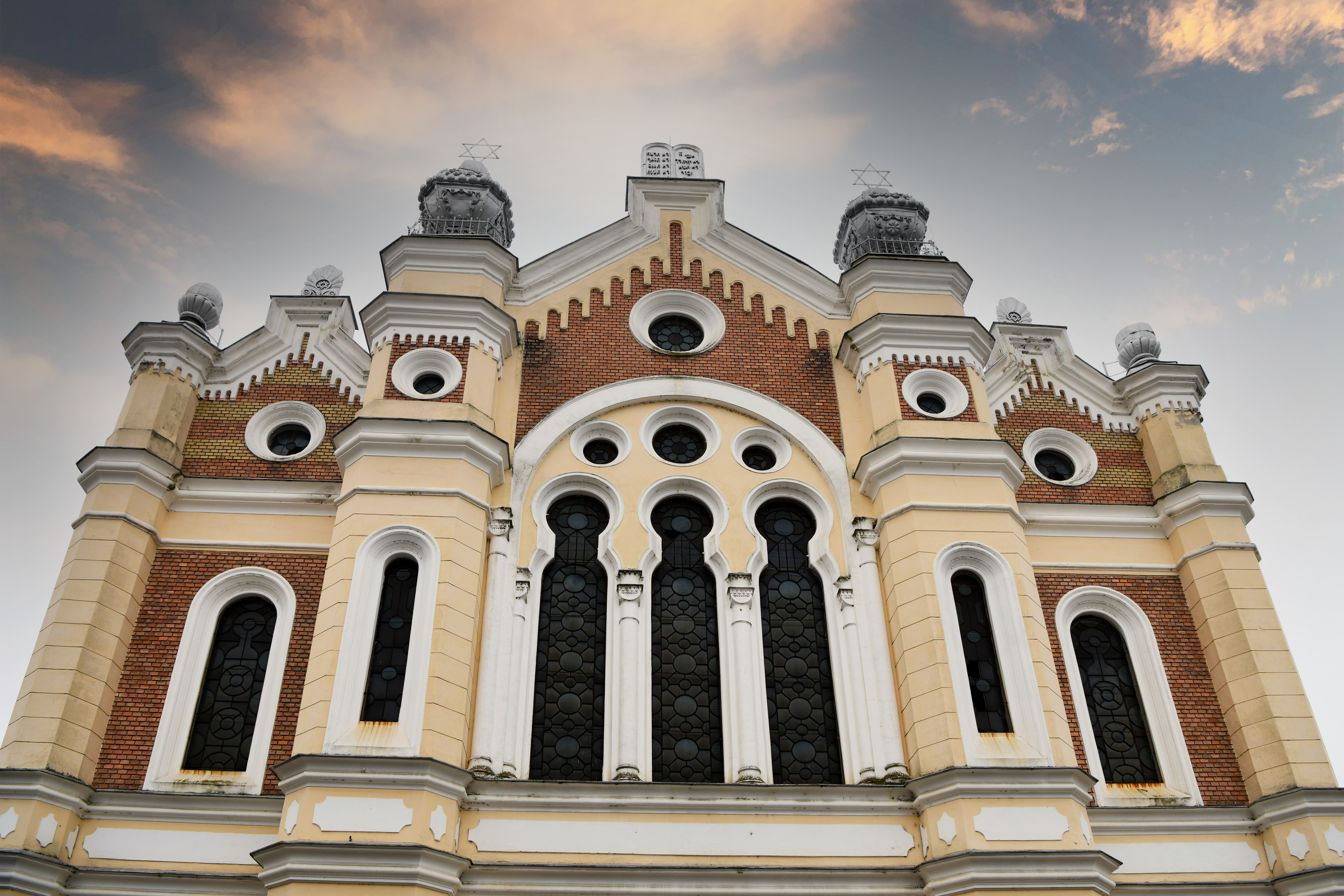
A Várdomb utcai zsinagóga

Szatmárnémeti Izraelita Hitközség – hitközségi elnök: Décsei Miklós
- Várdomb utcai zsinagóga – „Nagy Templom" (egykori ortodox zsidó zsinagóga)
- Talmud Tora imaház

Hívek száma összesen: 58 fő.

### Jehova Tanúi
Jehova Tanúi fiókhivatala, Bukarest
- Magyar és román
  - Prunilor 19. szám alatti Királyságterem
  - Wolfenbuttel 19. szám alatti Királyságterem

Hívek száma: kb. 1000 fő.

## Látnivalók

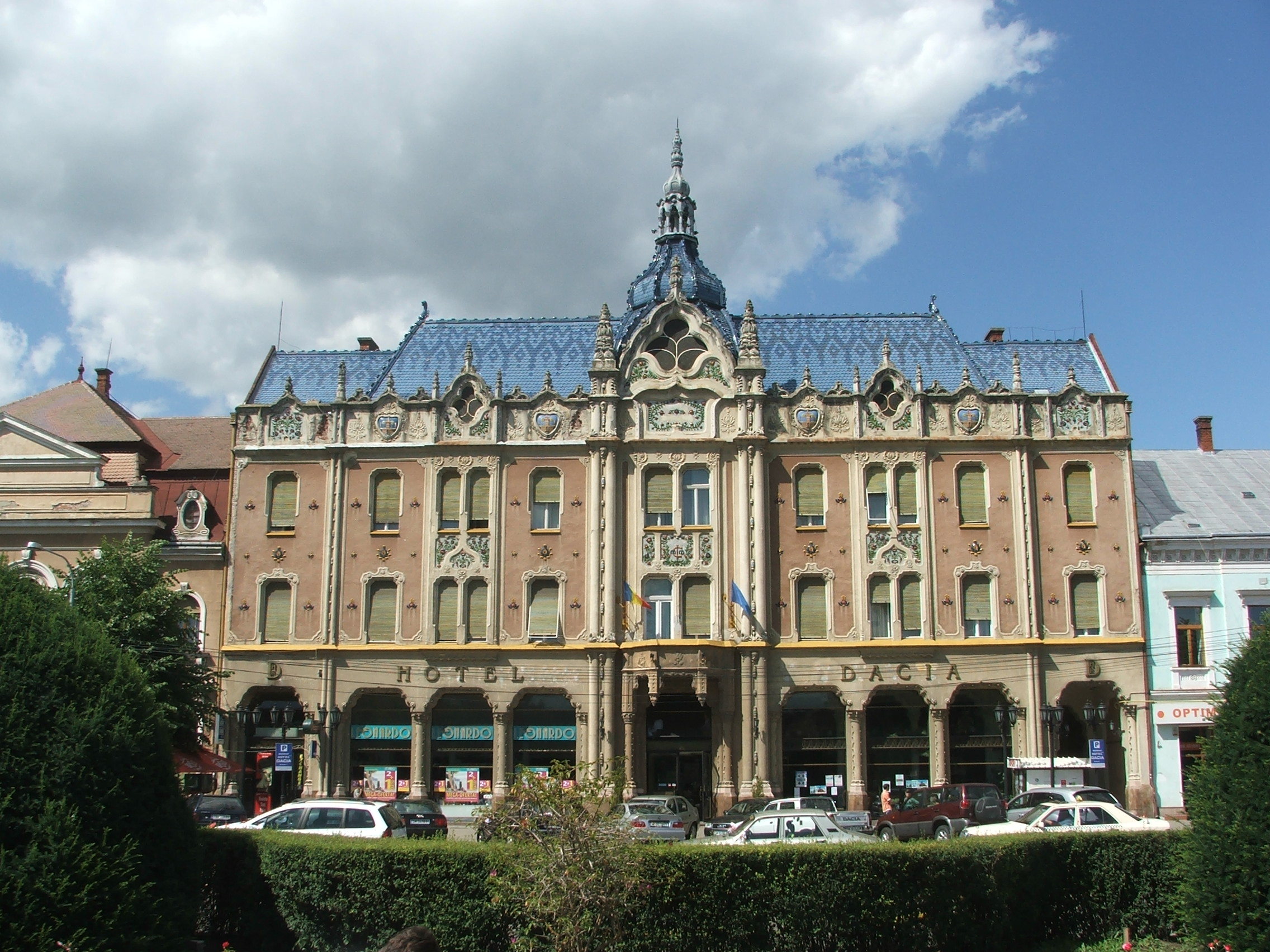
A Dacia (volt Pannónia) szálló

- Szatmárnémeti Római Katolikus Székesegyház. 1768-ban kezdték építeni klasszicizáló barokk stílusban. Végleges alakját a 19. század harmincas éveiben érte el. Az átalakítások következtében homlokzata klasszicista stílusúvá vált (korinthoszi oszlopcsarnok, timpanon stb.), míg belső terében a barokk elemek vannak túlsúlyban. A „Krisztus mennybemenetele” című főoltárképét Pesky József, „A tizenkét éves Jézus a templomban” című kupolafestményét Reidler János készítette. Carrarai márvány főoltára Tomán Félix munkája. Orgonája a megye egyik legnagyobb és legszebb darabja (1925-ben készült). Két sekrestyéje a szentély két oldalán található, egyikük ad átmenetileg otthont a felbecsülhetetlen értékű püspöki képtárnak. A székesegyház alatt található kriptában nyugszanak Szatmár püspökei, Ft. és Nm. Reizer Pál kivételével (a pár éve elhunyt püspököt végakarata szerint a papok közé temették a katolikus temetőben).
- A Dacia (volt Pannónia) szálló a Partium egyik legszebb szecessziós stílusú épülete. A város történelmi központjában található. 1902-ben épült Bálint Zoltán és Jámbor Lajos tervei alapján, a régi városháza helyén. Makettje az 1903-as bécsi építészeti világkiállításon második díjat nyert.
- A Református „Láncos Templom” a megye talán első református temploma. A klasszicizmus felé hajló (németalföldi) késő barokk stílusban épült 1788 és 1814 között. 1633-ban öntött Wierd Georg-féle harangja ma a szószék mellett van kiállítva. Körülötte helyezkedik el a város egykori „református központja”: A Szatmárnémeti Református Gimnázium épülete, az esperesi hivatal (itt működik a Calvineum is), illetve három további református iskolaépület (a leánygimnáziumok és a „Piros téglás” iskola), valamint a parókia épülete.

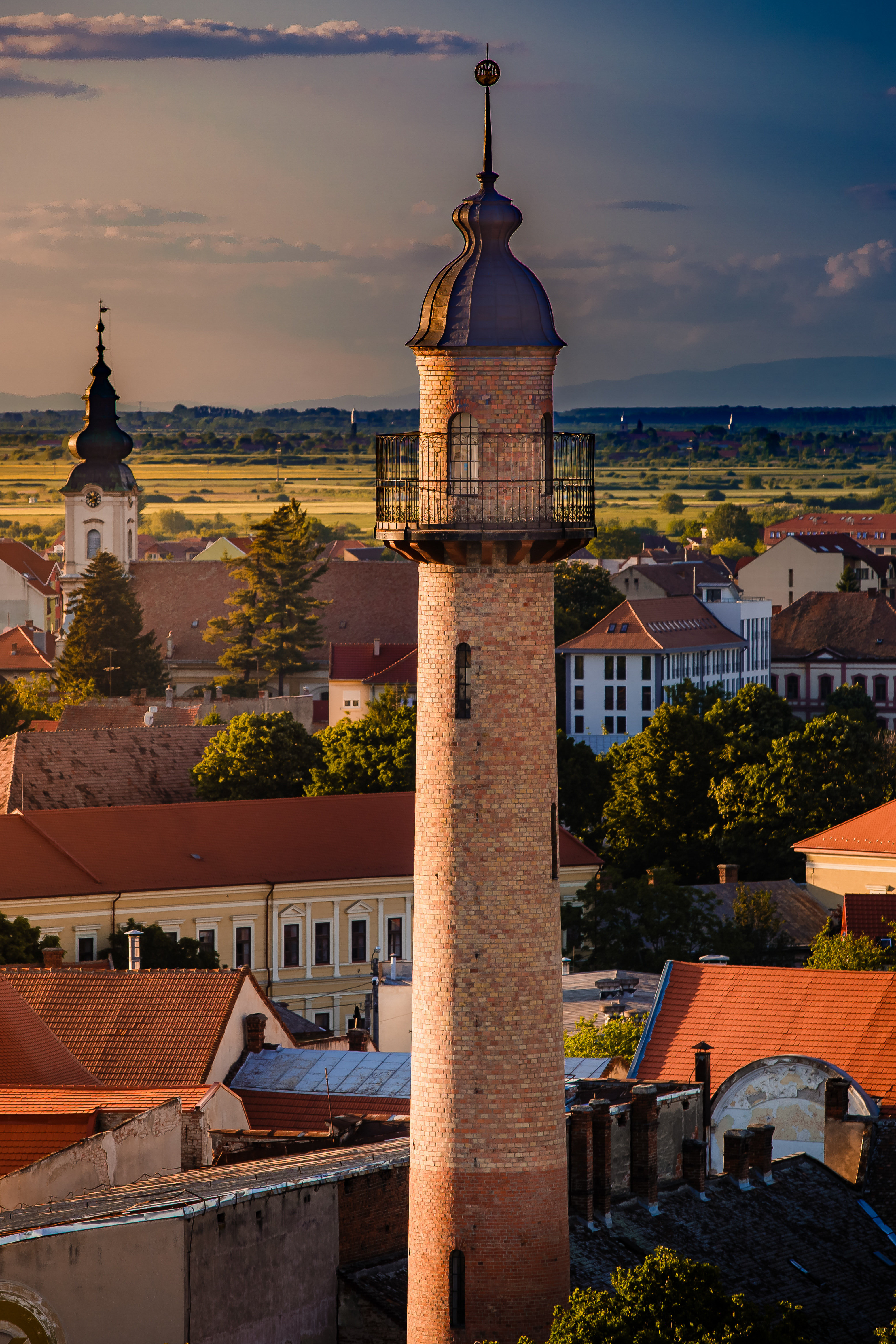
Tűzoltótorony

- Az Iparosotthon A Stefan cel Mare, egykori Kazinczy utcán talélható impzáns épület, homlokzata tetején, a timpanonban is látszik építésének évszáma, 1909. Az épület több iparos társaság befogadására volt alkalmas, majd később mozi is működött benne. Ma kiállító tér és számos érdekes rendezvények helyszínévé vált.
- A Tűztorony A Ruha István alagúton áthaladva, a Fátyol Rudolf parkban helyezkedik el. 1904-ben építették, Mészlényi Gyula akkori szatmári egyházmegye püspök kezdeményezése által. "Tervezte Dittler Ferenc. Építette Vajnay Lajos."[19] Felavatása 1904. szeptember 25.-én történt meg. A torony 45 méter magas, 175 lépcsőfokkal rendelkezik. Körerkélyén ma is megtalálható írások, 1910-re is visszanyúlnak. 2005-ben fejezték be a teljes felújítását. A publikum májustól októberig győnyörködhet a torony kilátásában.
- A Közigazgatási palota A Piata 25 Octombrie téren helyezkedik el. A kommunizmus idején Románia legmagasabb épülete volt. Modern munumentális létesítmény, amit Nicolae Porumbescu építtetett, beleértve a tér többi épületeit is.
- Az Északi Színház (Szatmárnémeti Északi Színház) 1892-ben épült, a maga korában igen korszerűnek számító forgószínpados színpadtechnikával, mintegy félezer férőhellyel. A nagyváradi és a kolozsvári színház mellett Erdély egyik legpatinásabb, máig működő színháza. Jelenleg két tagozata van (román és magyar), erős bérletrendszerrel rendelkezik. A magyar társulat Harag György nevét viseli.
- A Csizmadia-szín a város egyik emblematikus épülete. 1830 és 1848 között épült, a 20. század elején átépítették. Eklektikus stílusú épület. Eredetileg a csizmadia céh székhelyéül szolgált, de a város színházi életének is otthont adott, a színház megépüléséig. A közelmúltban felújították.
- Az Igazságügyi Palota (Törvényszék) a monarchiabeli patinás igazságügyi paloták jellemző stílusában épült, a 19. század végén. Oldalszárnya börtönként funkcionál.
- A Vécsey-palota a város egyik legrégebbi épülete. Nevét első tulajdonosáról, építtetőjéről, báró Vécsey Miklósról kapta. A Vécsey-palota helyén egykor állt épületben kötötték meg a szatmári békét. Ezt a Papp Aurél által alkotott emléktábla örökíti meg az épület belső udvarán. Jelenleg ez az épület ad otthont a Szatmári Szépművészeti Múzeumnak.
- A református Németi Templom. A történelmi Németi református temploma volt. Stílusában a Láncos Templomhoz hasonlít. Parkjában épül a Rákóczi Kollégium.
- A püspöki palota (1804–1840 között épült, ez alatt többször átépítették, 1851 óta szolgál a püspökök rezidenciájaként). Az épületegyüttes klasszicista stílusú, magában foglalja az egykori Püspöki Levéltár és az egykori Papnevelő Intézet szárnyait is (ma a Hám János Római Katolikus Iskolaközpont használja ezeket a szárnyakat). Legjelentősebb látnivaló a palotában lévő Püspöki Kápolna
- A Püspöki Kápolna nem nyilvános, de látogatható műemlék. Nem csak gipszkazettás mennyezete, szibériai topolyafa-padlózata és padjai, de oltára is híressé tette. A kápolna oltárát az erdődi vár kápolnájából hozatta át Szatmár püspöke. Ez előtt az oltár előtt esküdött örök hűséget Petőfi Sándor és Szendrey Júlia.
- A kanonok-paloták a püspöki palotával szemben találhatók.
- A Dinu Lipatti Filharmónia Állami Filharmónia a Ruha István, híres hegedűművészről elnevezett átjáróból nyílik. Belsőépítészeti megoldásait tekintve a magyaros szecesszió egyik legszebb példája.
- A "Szűz Mária szeplőtelen fogantatása" zárdatemplom és a körülötte elhelyezkedő zárdaépület, valamint az apácák iskolája (ma Ioan Slavici Elméleti Líceum) az egyetlen szatmári alapítású rend, a Páli Szent Vincéről nevezett Szatmári Irgalmas Nővérek történelmi központja volt.
- A Várdomb (ma Decebal) utcai Nagyzsinagóga és a mellette lévő Talmud Tora Imaház Románia legnagyobb és legszebb zsinagógáinak egyike. A szatmári ortodox zsidóság központja volt. Ma a (neológ) Szatmári Izraelita Hitközség használja. A zsinagóga udvarán található a deportáltak (mintegy húszezer szatmári zsidó) emlékműve. A városban egykor működött három nagyzsinagóga (Ortodox, Status Quo és Németi) és huszonöt súl és imaház közül mára csak ez áll. Udvarán található a Szatmárnémeti Izraelita Hitközség székhelye is.
- A „Kossuth-kert” a város legnagyobb, 22 holdas fásított parkja, játszótér, sétányok, kisvasút, mesterséges tó, sziget stb. található benne. Itt kerül megrendezésre évente a Partiumi Magyar Napok rendezvénysorozat, a gyereknap és számos könnyűzenei koncert is. Egykor állatkert működött benne, de itt állt a híres „Kioszk” épülete is.
- A római katolikus Kálvária Templom neogótikus stílusban épült, jezsuita szerzetesek alapították. A város egyik legszebb temploma. Jelenleg a román és a német római katolikus misék folynak benne. Főoltárát Hölzel Albin, a bártfai Hölzel Mór fafaragó művész fia készítette nyolc hónap alatt. Az oltárt 1910. április 21-én szentelték fel. A hármas tagolású, uralkodóan függőleges vonalvezetésű, viszonylag egyszerű kompozíciójú mű központi részét a Jézus Szíve szobor uralja. Színhatását dominánsan a fehér és arany jó arányérzékkel kialakított együttese adja. Felületét a gótikus kőcsipkéket idéző sík és szalagdíszek teszik mozgalmassá. Egyébként a Jézus Szíve szobrot, Fásztusz Elek a szatmárnémeti gimnázium nyugalmazott tanára, akkor tiszaújlaki plébános emeltette saját költségén.
- A Zöldház (egykori városi közfürdő) épülete a Kossuth-kertben áll. 2009-ben teljes felújításon esett át, jelenleg levegő-monitorozási és környezetvédelmi központként funkcionál.
- A Hildegárda-templom és a hozzá tartozó ferences kolostor. A kolostorban a rendszerváltás után nagy értékű befalazott egyházi könyvtárra bukkantak véletlenszerűen.
- Az Mária mennybemenetele ortodox katedrális neobizánci stílusú, impozáns műemlék épület. 20. század eleji épület.
- A román görögkatolikus Mihály és Gábor Szent Arkangyalok katedrális szintén a 20. század elején épült, a város nagy múltú görögkatolikus románsága által "kinőtt" egykori barokk görögkatolikus templom helyén. Impozáns, gazdag ornamentikájú neobizánci épület.
- A Szent Miklós-templom – görög katolikus templom 1857-ben épült. Többször átépítették.
- A Szatmárnémeti Református Gimnázium épülete a történelmi Református Fiúgimnázium számára épült impozáns, de puritán ornamentikájú épület, a város mindenkori legjelentősebb magyar iskolája. Legfontosabb látványossága a tanári szoba, melynek díszes falfestményein az 1546-os szatmári református zsinat, illetve Kálvin János, Luther Márton, Károlyi Gáspár és más reformátorok láthatók.

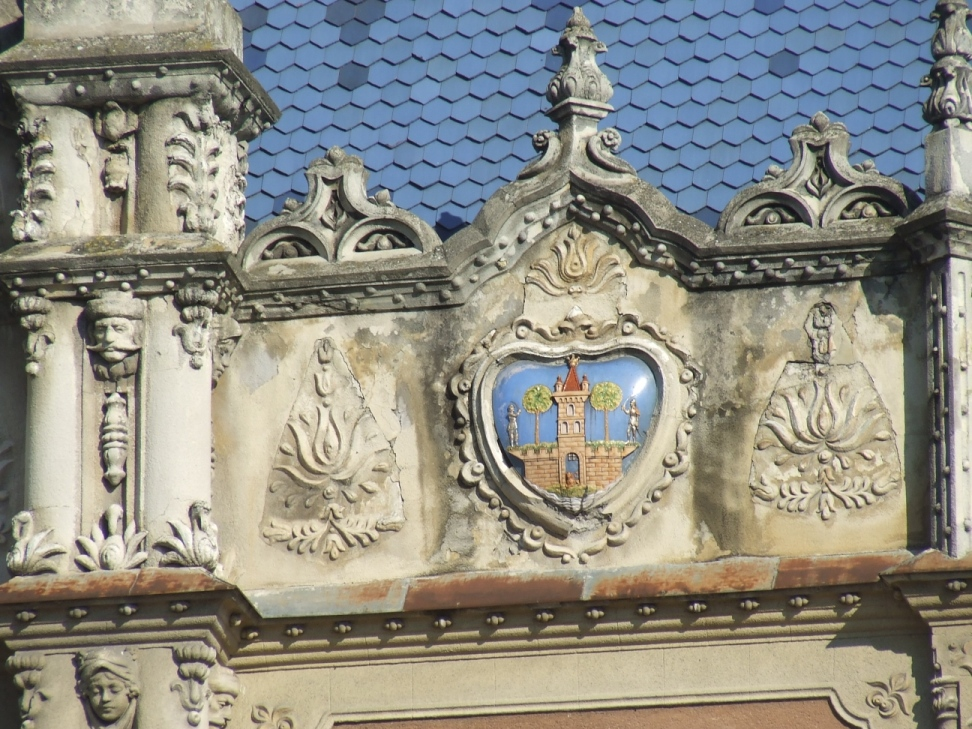
A város címere a Pannónia szállón

- Az Mihai Eminescu Főgimnázium épülete a város talán legszebb iskolaépülete. Eredetileg a Magyar Királyi Katolikus Főgimnázium épülete volt, a 20. század elején, Kotál Henrik tervei alapján épült.
- A vasútállomás épülete Erdély régi állomásépületei közé tartozik. A 19. század végén épült, 120 méter hosszú épület stílusában híven őrzi a Monarchia-beli állomás-épületek jellemzőit. A közelmúltban felújították.
- A híd melletti római katolikus temető szép kriptáival és a város híres polgárainak sírjaival fontos nevezetessége Szatmárnémetinek.
- Jelentős látnivalók még: a Princz testvérek házai, a Berenczey-Kováts Palota (ma Astoria szálló), a Károlyi-ház, a Közigazgatási Palota, a Városi Művelődési Ház, a Szakszervezetek Művelődési Háza, a Fehér Ház (a város legrégebbi kőháza), a (központi) katolikus plébánia,,[20] a 2018-ban átadott Széchenyi István szobor.[21]

### Múzeumok
- Szatmári Megyei Múzeum
- Szépművészeti Múzeum (Szatmárnémeti)
- Papp Aurél Emlékmúzeum
- Erdős Pál Emlékmúzeum

## Híres emberek

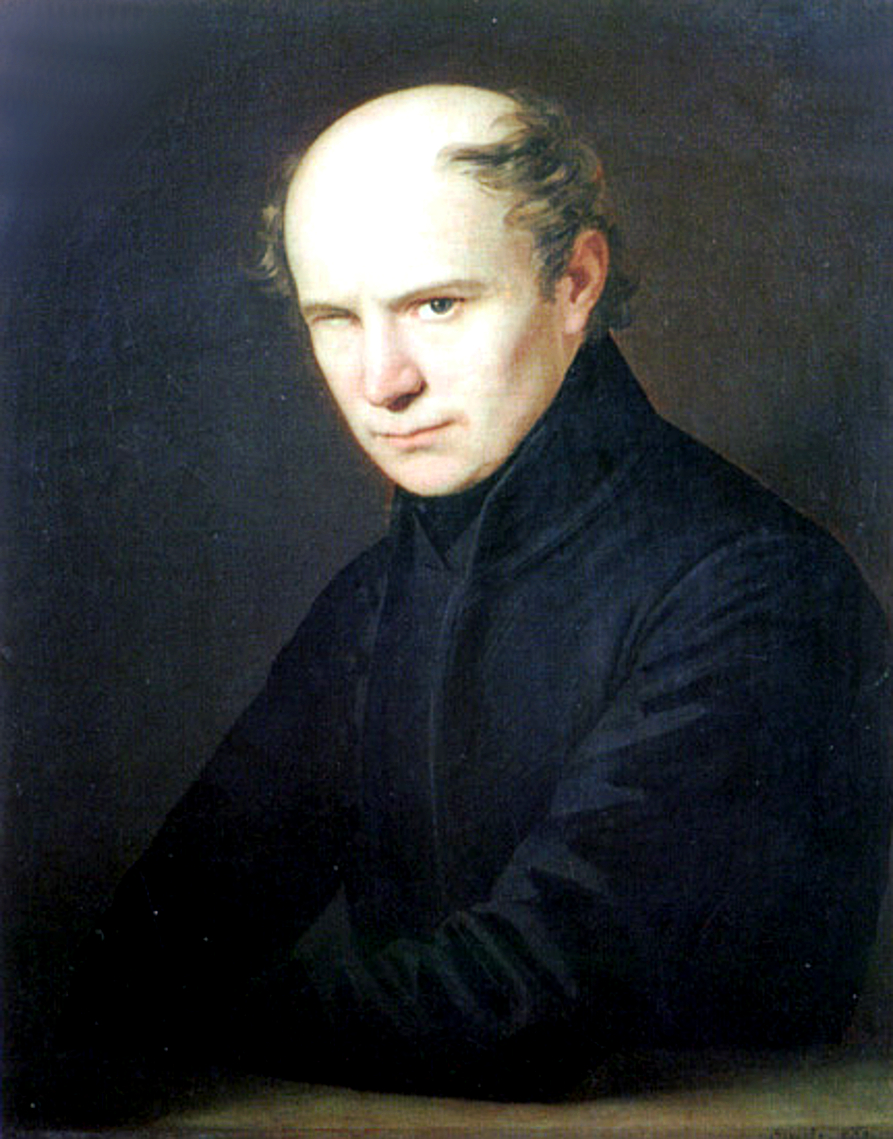
Kölcsey Ferenc

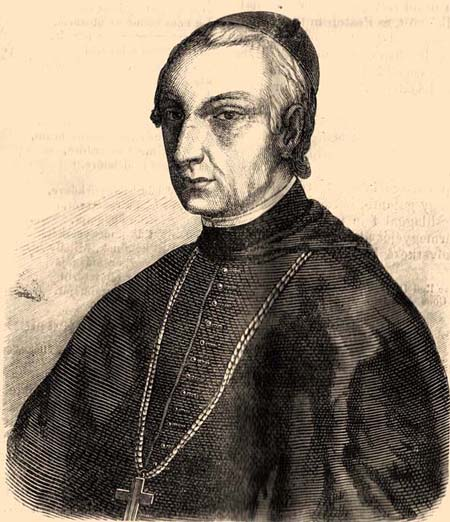
Hám János

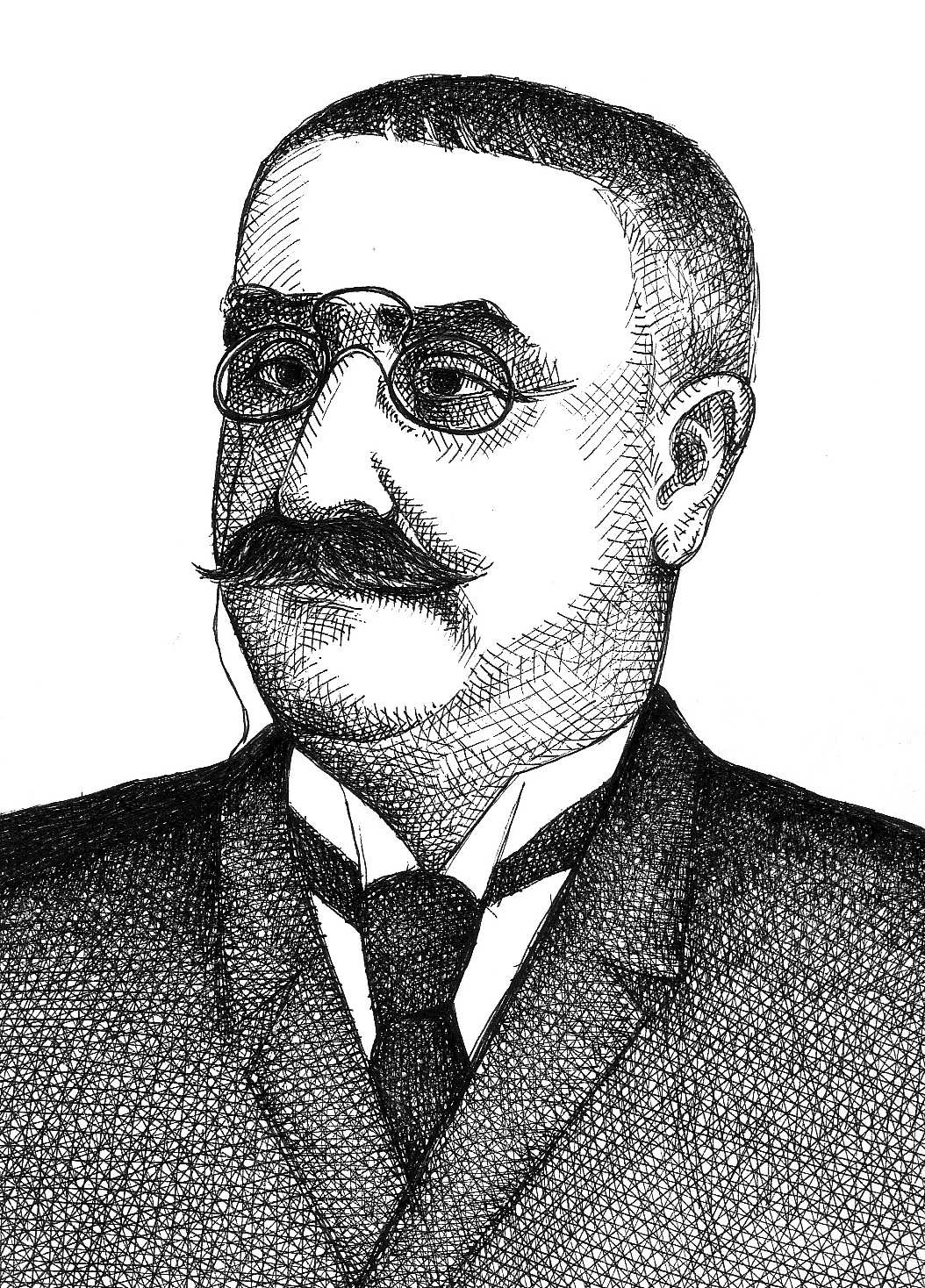
Acsády Ignác

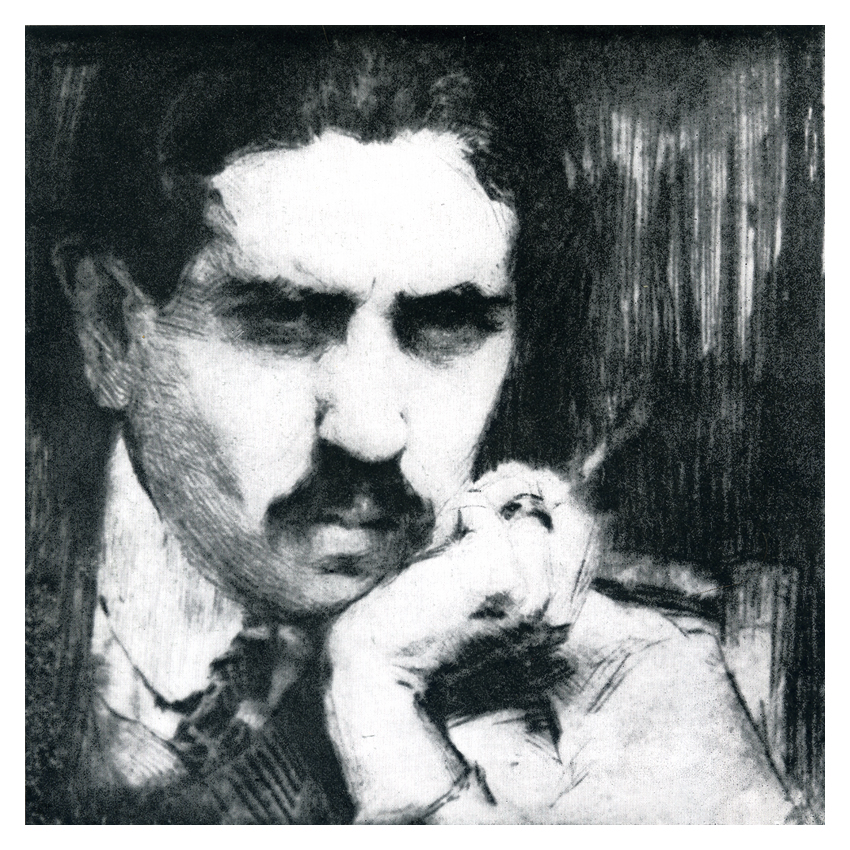
Papp Aurél

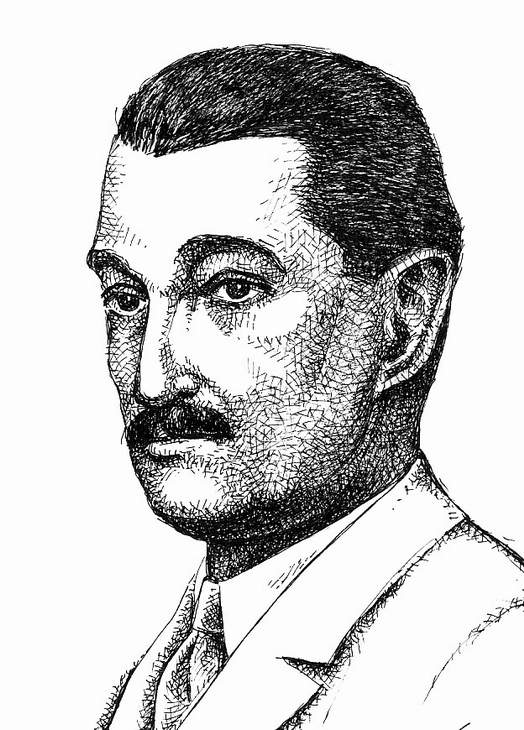
Lükő Béla

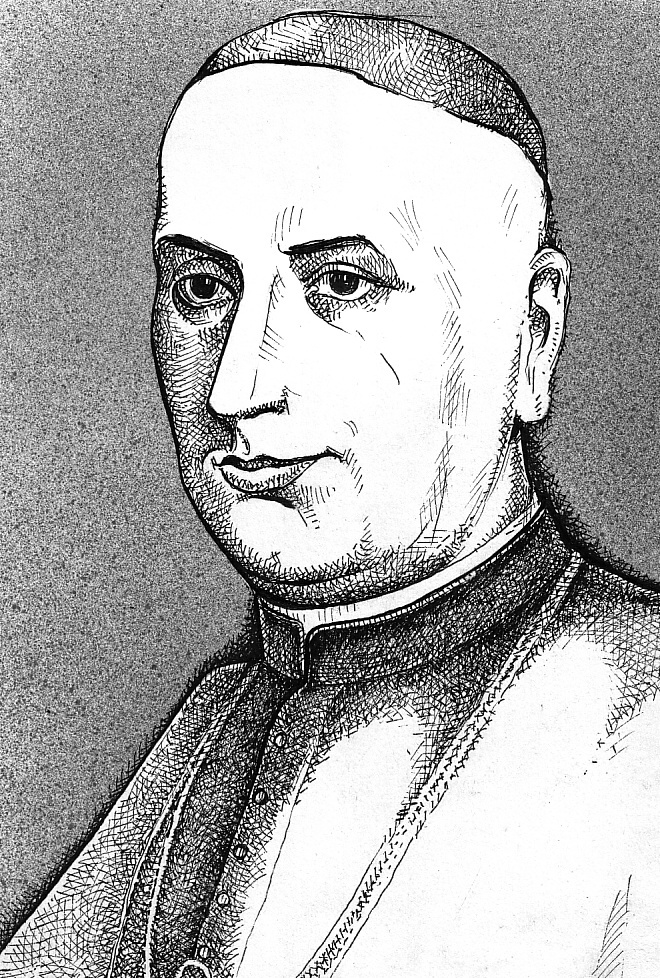
Boldog Scheffler János

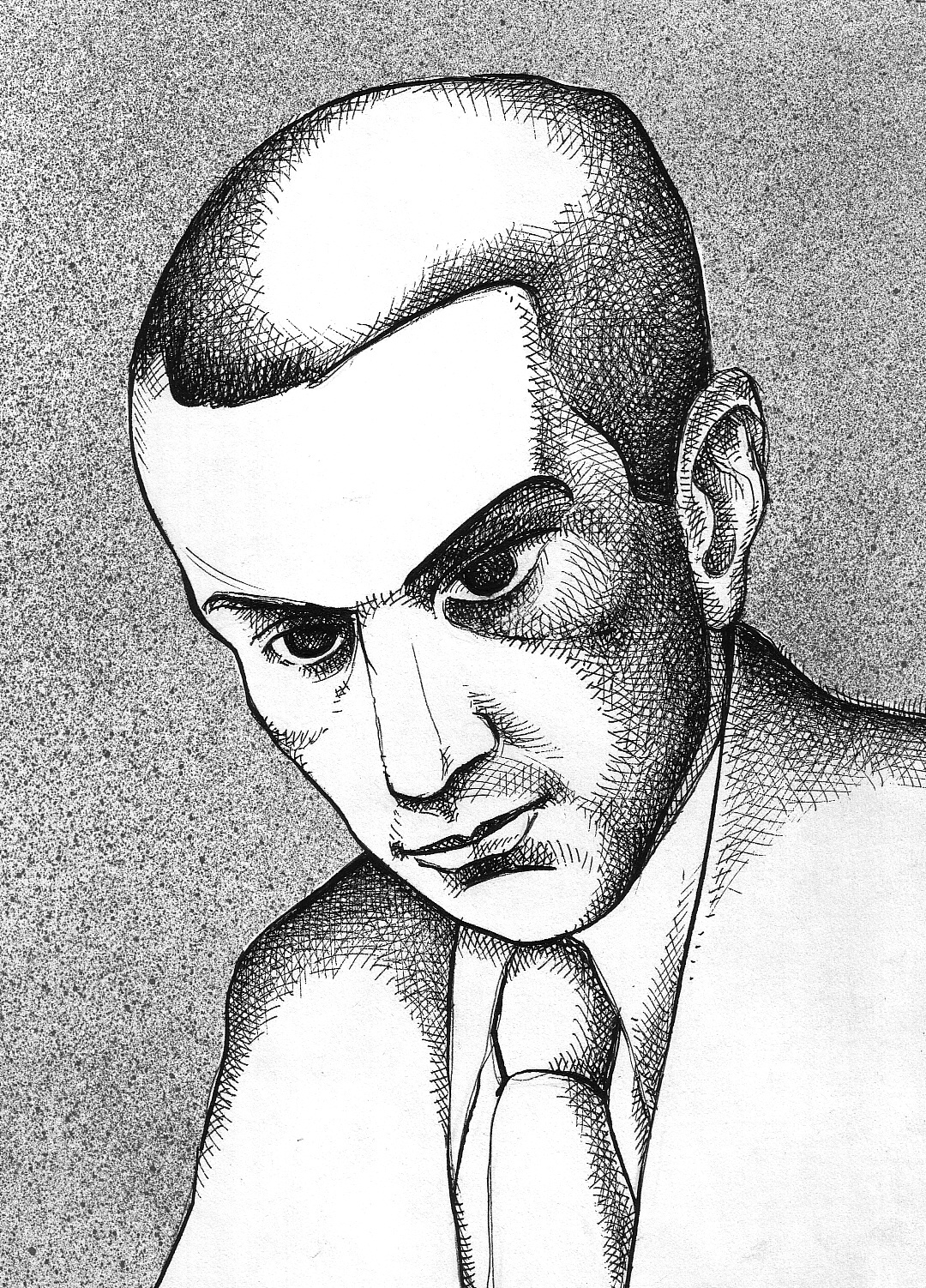
Dsida Jenő

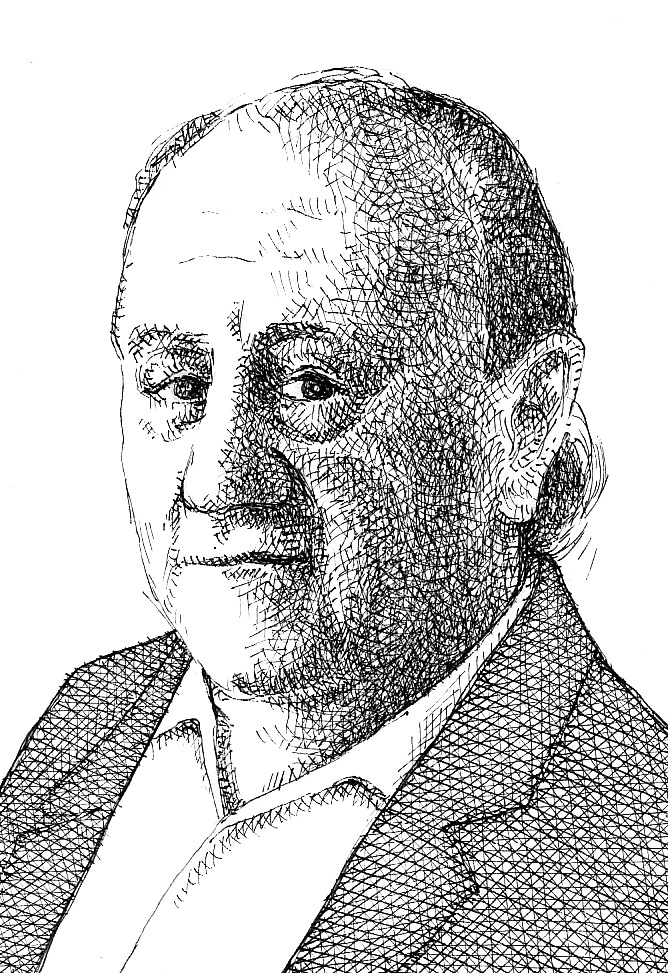
Harag György

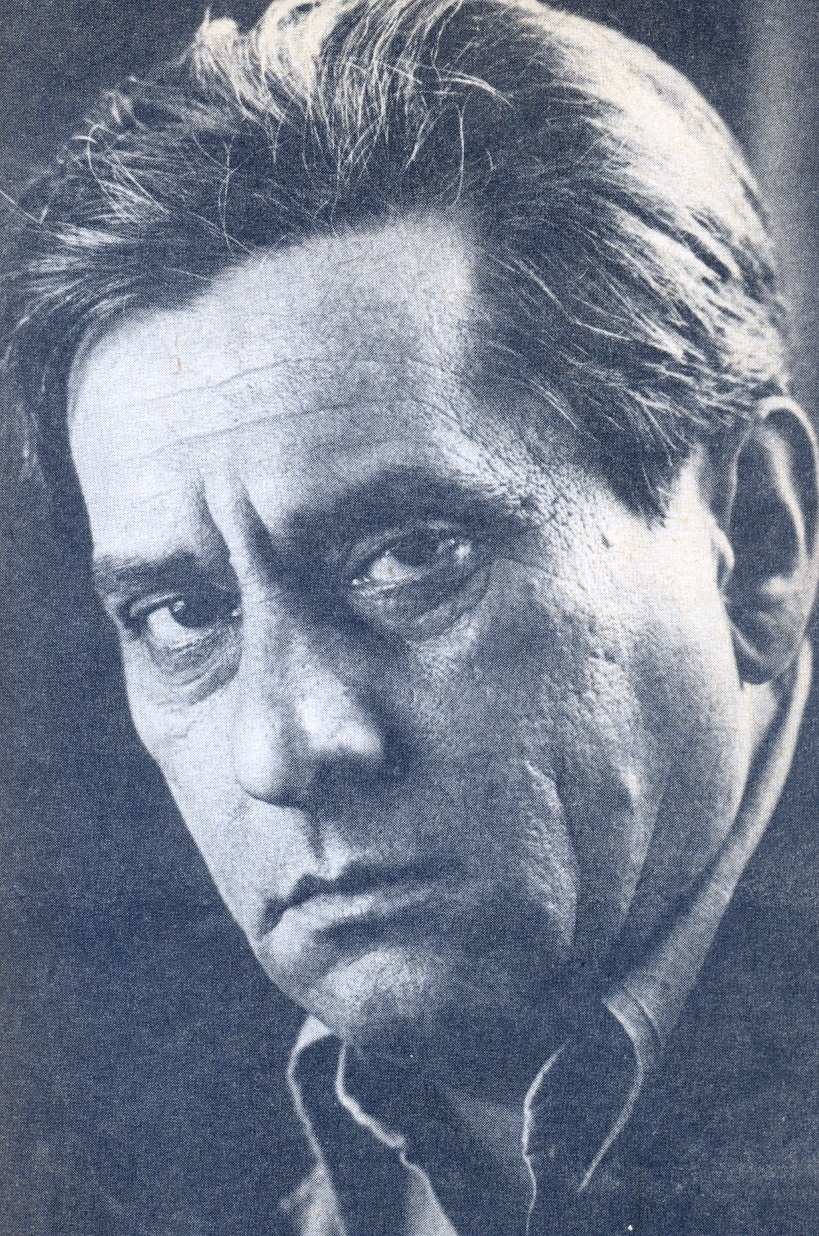
Páskándi Géza

- Antal Péter (1917. március 17.) kritikus, tankönyvíró;
- Antal István János (1958. augusztus 31.) romániai magyar politikus
- Arányi Dezső (1859. augusztus 18.) operaénekes;
- Bánhidi László (1906. március 11.) színművész;
- Bura László (1932. március 31.) nyelvész, néprajkutató, művelődéstörténész, pedagógiai író;
- Darvas Gábor zeneszerző;
- Dsida Jenő 1907-ben költő;
- Halmosi Sándor költő, műfordító, matematikus
- Jakab Antal 1914. augusztus 13. újságíró, közíró;
- Jánk Károly költő;
- Kiss Bertalan (1906–1980) református lelkész, egyházi és lélektani szakíró;
- Klein Gitta Ghitta Carell néven az 1930-as évek olasz elitjének portréfotósa
- Klein Magda szatmárnémeti születésű színházi rendező, dolgozott Szatmáron, Temesváron, jelenleg a Tel-Avivi Nemzeti Színház főrendezője;
- Klein Eliahu Albert;
- Kovács András Ferenc, az egyik legjelentősebb kortárs erdélyi költő;
- Kovács Emil Lajos festőművész;
- Kőszegi Bella festő- és grafikusművész;
- Láng Zsolt, prózaíró, az erdélyi magyar irodalmi élet kimagasló alakja;
- Lengyel Gyula 1888-ban, kommunista politikus, pénzügyi népbiztos 1919-ben;
- Lükő Béla (Szatmárnémeti, 1883 – Szatmárnémeti, 1936. május 2. sebészorvos, ő alapította a város első kórházát, mely ma a nevét viseli. Mellszobra a Lükő Béla Városi Közkórház előtt áll, kriptája a vasút melletti református temetőben található;
- Mártha Ivor 1928. szeptember 9. urológus, orvosi szakíró, az Erdélyi Református Egyházkerület tiszteletbeli főgondnoka;
- Mihálka György (1942. április 21.) esszéíró, műfordító;
- Murvai László (Szatmárnémeti, 1942. augusztus 11.) pedagógiai író, irodalomtörténész;
- Muzsnay Árpád (1941. június 11.) újságíró, tanulmányíró, RMDSZ-tisztségviselő;
- Muzsnay Csaba (1939. augusztus 3. – Kolozsvár, 2016. szeptember 12.) vegyész, vegyészeti szakíró;
- Muzsnay Magda (1929. december 19.) rádióriporter, szerkesztő;
- Nagy Béla, Sassy Nagy (Szatmárnémeti, 1934. április 16.) numizmatikai szakíró;
- Nagy Ferenc (Szatmárnémeti, 1915. május 30. – Kolozsvár, 1976. július 1.) biológus, természettudományi szakíró;
- Nagy Imréné, csécsi (Szatmárnémeti, 1876. – 1921. augusztus 5. Arad) költő;
- Nagy Vince 1886. március 4. politikus; belügyminiszter, a Függetlenségi 48-as és Kossuth Párt elnöke, majd a Magyar Szabadság Párt alelnöke, az amerikai emigráns magyarság egyik vezetője;
- Nikelszky Géza iparművész
- Pfeifer Melany, a marosvásárhelyi Mel'amour zenekar énekesnője
- Sárközi Lajos (1884. január 26.) református lelkész, egyházi író;
- Scholtz Béla István 1967. augusztus 19.) közgazdász, gazdasági szakíró;
- Simon Györgyi grafikus, egyetemi oktató;
- Soltész József (1945–2006) költő, író;
- Stahl Jencsik Katalin tőrvívó világbajnok, edző;
- Stern Mór (1883–1944) jogász, újságíró, a holokauszt áldozata;
- Szabados Árpád (Szatmárnémeti, 1896. szeptember 13. – Kolozsvár, 1945. szeptember 2.) színműíró és színházi rendező;
- Szabó Ferenc (1929. október 31.) orvos, orvosi szakíró;
- Szász Lajos 1888-ban magyar miniszter;
- Szatmári Ágnes (1932. március 18.) festőművész, díszlet- és kosztümtervező.
- Szathmárnémethi Sámuel (Szatmárnémeti, 1658. augusztus 10. – Kolozsvár, 1717. december 17.) református teológiai tanár és filozófiai író;
- Szendrey Zsigmond (1879–1943) néprajzkutató tanár;
- Szugyiczky István (1941–) színművész;
- Tanody Endre (1881) újságíró, ügyvéd;
- Tapodi Zsuzsa (1961) magyar irodalomtörténész;
- Tereh Géza (1889–1969) tankönyvíró, esztéta, költő;
- Toma Gabriella (1951–2009) vegyész, kémiai szakíró;
- Tóth Imre (1921-Párizs, 2010) szatmárnémeti születésű tudományfilozófus, matematika-filozófus, esszéíró. Dolgozott és tanított Kolozsváron, Bukarestben, Párizsban, Regensburgban. A Regensburgi Egyetem Tudományfilozófia Tanszékének tanszékvezetője is volt;
- Tóth László (1961-) matematikus, egyetemi oktató;
- Tóthfalussy Béla (1928-) újságíró, politikus, médiaszemélyiség, botanikus;
- Unghváry Ede (1858-1916) sztropkói magyar királyi postamester, városi főbíró.
- Vadnay Dezső (Szatmárnémeti, 1894. június 2. – Budapest, 1977. október 26.) újságíró, ifjúsági író;
- Vida Erika (1970-) néprajzi szakíró, szerkesztő;
- Wolkenberg Alajos (Szatmárnémeti, 1871. június 17. – Budapest, 1937. augusztus 29.) – hittudós, egyetemi tanár, legitimista politikus.
- Zágonyi György (1838. december 16. – ?) református néptanító;
- Zimán József (1905) elbeszélő, újságíró.

### A városhoz kötődő további hírességek
- Itt járt iskolába Kaffka Margit, Kölcsey Ferenc, Krúdy Gyula, Szilágyi Domokos.
- Itt tanított Ilosvai Selymes Péter a Toldi 16. századi szerzője.
- Itt volt megyei főjegyző 1829-től Kölcsey Ferenc, mellszobra a református (Láncos) templom előtt áll.
- Magyar színházában játszott egykor Jászai Mari és Fedák Sári is.
- Fodor György (Nagydobos, 1836 – Szatmár ? ) levéltáros – 1881-től Szatmár város levéltárnoka itt élt és dolgozott a városban.
- Bartók Gábor (1813–1876) 1856-tól itt volt gimnáziumi igazgató.
- Hám János, Szatmár római katolikus püspöke, egy ideig esztergomi érsek, városépítő. Szobra a katolikus székesegyház előtt áll, utcát is neveztek el róla.
- Scheffler János római katolikus vértanú-püspök. 2011-ben boldoggá avatták. Nevét viseli a szatmárnémeti Scheffler János Lelkipásztori Központ.
- Itt kezdte papi pályafutását Gonzeczky János tábori lelkész, az 1848–49-es forradalom és szabadságharc vértanúja, kinek felügyelete alatt épült fel az Irgalmas Nővérek zárdatemploma.
- Harag György világhírű rendező, a később róla elnevezett társulat alapító igazgatója. Nevét viseli a Szatmárnémeti Északi Színház magyar társulata és az évente kiosztott szakmai díj is.
- Ács Alajos (1930–2002) színművész. Az ő nevét viseli a Szatmárnémeti Északi Színház stúdióterme, az Ács Alajos Játékszín.
- Teitelbaum Joel rabbi, szatmári rebbe, a Teitelbaum rabbidinasztia egyik legnagyobb alakja, a város ortodox főrabbija (1934–1944), a Szatmár haszid irányzat alapítója (a holokauszt után Brooklynban élt és dolgozott megalapítva a Szatmár mozgalmat).
- szent reb Eliezer Fisch, „csodarabbi”, a „bikszádi rabbi”. Bikszádról került Szatmárnémetibe, csodatévő és szent hírében állt a haszid zsidók közt. A Békés Károly (ma Lükő Béla) utcában volt imaháza.
- Dr. Friedmann József a szatmári status quo zsidók főrabbija volt.
- Szép Ernő költő, publicista a Szatmári Lapok munkatársa volt.
- Markovits Rodion író, újságíró, Szatmárnémetiben ügyvédként dolgozott.
- Erdős Imre Pál grafikusművész
- Popp Aurél festőművész
- Török István (Gyergyószentmiklós, 1924. január 2. – Szatmárnémeti, 1995. szeptember 15.) színművész

Haller József (Szatmárnémeti, 1935. január 24. – Marosvásárhely, 2017. március 2.) erdélyi magyar képzőművész.
- Ernest Klein
- Domahidy András író
- Bánhidi László színész
- Darvas Gábor zeneszerző, zenetörténész
- Horváth Zoltán (Cece) kosárlabdázó[22]
- Galgóczy Árpád magyar költő, műfordító
- Aaron Teitelbaum
- Zalman Leib Teitelbaum
- Moshe Dovid Winternitz
- Daniel Prodan
- Daniel David
- Ioan Mircea Pașcu
- Ovidiu Ioan Silaghi
- Ernie Grunfeld
- Vécsey Miklós báró
- Hölzel Albin, a bártfai Hölzel Mór fafaragó művész fia, aki a szatmárnémeti Kálvária-templom főoltárát Szatmáron kis időre letelepedve készítette nyolc hónap alatt. Az oltárt 1910. április 21-én szentelték fel.
- Itt halt meg Abday Sándor színész.
- Reizer Pál püspök
- Itt végezte iskoláit, itt élt, alkotott és itt hunyt el 1924-ben Tóth József római katolikus hitszónok, egyházi író, szentszéki tanácsos.

## Szabadidős tevékenységek
- Testplay.ro (társasjátékeseket tartanak minden héten csütörtökön)
- Qbik Climbing Center (mászófalak gyerekeknek és felnőtteknek)
- Parapark (szabaduló szobák)
- Aquastar (vizipark, melegvizes termálfürdő és szauna)
- Mavio Biliárdterem
- Daemi Biliárdterem
- Szatmárnémeti Északi Színház
- Dinu Lipatti Állami Filharmónia (Dinu Lipatti State Philharmonic)

## Rendezvények
- Márciuska vásár (Târg de Mărțișor)
- Nők napja
- Húsvéti vásár (Târg de Paște)
- Családi Hétvége
- Treasure Hunting (Városi kincskeresés évente 4 alkalommal)
- Városnapok (Zilele Orașului Satu Mare)
- Utcazene Fesztivál (Street Music Festival)
- Partiumi Magyar Napok
- Jazz&Wine Festival
- Világzenei Fesztivál World Music Festival
- Karácsonyi vásár (Târg de Crăciun)

## Testvérvárosok
- Nyíregyháza, Magyarország 2000 óta
- Wolfenbüttel, Németország 1974 óta
- Zutphen, Hollandia 1970 óta
- Beregszász, Ukrajna 2007 óta
- Ungvár, Ukrajna 2006 óta
- Rzeszów, Lengyelország 2007 óta
- Schwaz, Ausztria 2007 óta